# Llista d'asteroides (309001-310000)
Llista d'asteroides del 309.001 al 310.000, amb data de descoberta i descobridor. És un fragment de la llista d'asteroides completa. Als asteroides se'ls dona un número quan es confirma la seva òrbita, per tant apareixen llistats aproximadament segons la data de descobriment.

## 309001-309100
| Nom    | Designació provisional | Data de descobriment   | Lloc de descobriment | Descobridor/s     |
| ------ | ---------------------- | ---------------------- | -------------------- | ----------------- |
| 309001 | 2006 UG49              | 17 d'octubre de 2006   | Kitt Peak            | Spacewatch        |
| 309002 | 2006 UG50              | 17 d'octubre de 2006   | Kitt Peak            | Spacewatch        |
| 309003 | 2006 UL51              | 17 d'octubre de 2006   | Mount Lemmon         | Mt. Lemmon Survey |
| 309004 | 2006 UR57              | 18 d'octubre de 2006   | Kitt Peak            | Spacewatch        |
| 309005 | 2006 UW73              | 17 d'octubre de 2006   | Kitt Peak            | Spacewatch        |
| 309006 | 2006 UC77              | 17 d'octubre de 2006   | Kitt Peak            | Spacewatch        |
| 309007 | 2006 UL77              | 17 d'octubre de 2006   | Kitt Peak            | Spacewatch        |
| 309008 | 2006 UM78              | 17 d'octubre de 2006   | Kitt Peak            | Spacewatch        |
| 309009 | 2006 UZ80              | 17 d'octubre de 2006   | Mount Lemmon         | Mt. Lemmon Survey |
| 309010 | 2006 UB82              | 17 d'octubre de 2006   | Kitt Peak            | Spacewatch        |
| 309011 | 2006 UE83              | 17 d'octubre de 2006   | Mount Lemmon         | Mt. Lemmon Survey |
| 309012 | 2006 UG83              | 17 d'octubre de 2006   | Mount Lemmon         | Mt. Lemmon Survey |
| 309013 | 2006 UM90              | 17 d'octubre de 2006   | Kitt Peak            | Spacewatch        |
| 309014 | 2006 UQ90              | 17 d'octubre de 2006   | Kitt Peak            | Spacewatch        |
| 309015 | 2006 UZ97              | 18 d'octubre de 2006   | Kitt Peak            | Spacewatch        |
| 309016 | 2006 UH103             | 18 d'octubre de 2006   | Kitt Peak            | Spacewatch        |
| 309017 | 2006 UC111             | 19 d'octubre de 2006   | Kitt Peak            | Spacewatch        |
| 309018 | 2006 US112             | 19 d'octubre de 2006   | Kitt Peak            | Spacewatch        |
| 309019 | 2006 UO113             | 19 d'octubre de 2006   | Kitt Peak            | Spacewatch        |
| 309020 | 2006 UY116             | 19 d'octubre de 2006   | Kitt Peak            | Spacewatch        |
| 309021 | 2006 UU119             | 19 d'octubre de 2006   | Kitt Peak            | Spacewatch        |
| 309022 | 2006 UM124             | 19 d'octubre de 2006   | Mount Lemmon         | Mt. Lemmon Survey |
| 309023 | 2006 UH130             | 19 d'octubre de 2006   | Kitt Peak            | Spacewatch        |
| 309024 | 2006 UO130             | 19 d'octubre de 2006   | Kitt Peak            | Spacewatch        |
| 309025 | 2006 UQ133             | 25 de setembre de 2006 | Mount Lemmon         | Mt. Lemmon Survey |
| 309026 | 2006 UA134             | 19 d'octubre de 2006   | Kitt Peak            | Spacewatch        |
| 309027 | 2006 UD140             | 19 d'octubre de 2006   | Kitt Peak            | Spacewatch        |
| 309028 | 2006 UR146             | 20 d'octubre de 2006   | Mount Lemmon         | Mt. Lemmon Survey |
| 309029 | 2006 UP154             | 21 d'octubre de 2006   | Mount Lemmon         | Mt. Lemmon Survey |
| 309030 | 2006 UZ155             | 21 d'octubre de 2006   | Mount Lemmon         | Mt. Lemmon Survey |
| 309031 | 2006 UH160             | 21 d'octubre de 2006   | Mount Lemmon         | Mt. Lemmon Survey |
| 309032 | 2006 UT172             | 22 d'octubre de 2006   | Kitt Peak            | Spacewatch        |
| 309033 | 2006 UF176             | 16 d'octubre de 2006   | Catalina             | CSS               |
| 309034 | 2006 UJ177             | 16 d'octubre de 2006   | Catalina             | CSS               |
| 309035 | 2006 UV187             | 19 d'octubre de 2006   | Catalina             | CSS               |
| 309036 | 2006 UH189             | 19 d'octubre de 2006   | Catalina             | CSS               |
| 309037 | 2006 UR197             | 20 d'octubre de 2006   | Kitt Peak            | Spacewatch        |
| 309038 | 2006 UL198             | 20 d'octubre de 2006   | Kitt Peak            | Spacewatch        |
| 309039 | 2006 UL216             | 29 d'octubre de 2006   | Kitami               | K. Endate         |
| 309040 | 2006 UK218             | 30 d'octubre de 2006   | Nyukasa              | Nyukasa           |
| 309041 | 2006 UR221             | 17 d'octubre de 2006   | Kitt Peak            | Spacewatch        |
| 309042 | 2006 UR234             | 22 d'octubre de 2006   | Mount Lemmon         | Mt. Lemmon Survey |
| 309043 | 2006 UW241             | 27 d'octubre de 2006   | Kitt Peak            | Spacewatch        |
| 309044 | 2006 UB246             | 27 d'octubre de 2006   | Mount Lemmon         | Mt. Lemmon Survey |
| 309045 | 2006 UH247             | 27 d'octubre de 2006   | Mount Lemmon         | Mt. Lemmon Survey |
| 309046 | 2006 UY253             | 27 d'octubre de 2006   | Mount Lemmon         | Mt. Lemmon Survey |
| 309047 | 2006 UB254             | 27 d'octubre de 2006   | Mount Lemmon         | Mt. Lemmon Survey |
| 309048 | 2006 UG256             | 27 d'octubre de 2006   | Mount Lemmon         | Mt. Lemmon Survey |
| 309049 | 2006 UV256             | 28 d'octubre de 2006   | Kitt Peak            | Spacewatch        |
| 309050 | 2006 UB257             | 28 d'octubre de 2006   | Kitt Peak            | Spacewatch        |
| 309051 | 2006 UW259             | 28 d'octubre de 2006   | Mount Lemmon         | Mt. Lemmon Survey |
| 309052 | 2006 UU267             | 27 d'octubre de 2006   | Catalina             | CSS               |
| 309053 | 2006 UM272             | 27 d'octubre de 2006   | Mount Lemmon         | Mt. Lemmon Survey |
| 309054 | 2006 UY273             | 27 d'octubre de 2006   | Kitt Peak            | Spacewatch        |
| 309055 | 2006 UX274             | 28 d'octubre de 2006   | Kitt Peak            | Spacewatch        |
| 309056 | 2006 US282             | 28 d'octubre de 2006   | Kitt Peak            | Spacewatch        |
| 309057 | 2006 UC284             | 28 d'octubre de 2006   | Kitt Peak            | Spacewatch        |
| 309058 | 2006 UM284             | 28 d'octubre de 2006   | Kitt Peak            | Spacewatch        |
| 309059 | 2006 UO284             | 28 d'octubre de 2006   | Mount Lemmon         | Mt. Lemmon Survey |
| 309060 | 2006 UM286             | 28 d'octubre de 2006   | Kitt Peak            | Spacewatch        |
| 309061 | 2006 UH320             | 19 d'octubre de 2006   | Kitt Peak            | M. W. Buie        |
| 309062 | 2006 UR324             | 19 d'octubre de 2006   | Mount Lemmon         | Mt. Lemmon Survey |
| 309063 | 2006 UU331             | 21 d'octubre de 2006   | Apache Point         | A. C. Becker      |
| 309064 | 2006 US335             | 19 d'octubre de 2006   | Catalina             | CSS               |
| 309065 | 2006 UZ338             | 31 d'octubre de 2006   | Mount Lemmon         | Mt. Lemmon Survey |
| 309066 | 2006 UZ358             | 20 d'octubre de 2006   | Kitt Peak            | Spacewatch        |
| 309067 | 2006 UB359             | 20 d'octubre de 2006   | Kitt Peak            | Spacewatch        |
| 309068 | 2006 US360             | 19 d'octubre de 2006   | Catalina             | CSS               |
| 309069 | 2006 VX5               | 10 de novembre de 2006 | Kitt Peak            | Spacewatch        |
| 309070 | 2006 VW6               | 10 de novembre de 2006 | Kitt Peak            | Spacewatch        |
| 309071 | 2006 VM7               | 10 de novembre de 2006 | Kitt Peak            | Spacewatch        |
| 309072 | 2006 VT10              | 11 de novembre de 2006 | Catalina             | CSS               |
| 309073 | 2006 VP22              | 10 de novembre de 2006 | Kitt Peak            | Spacewatch        |
| 309074 | 2006 VH23              | 10 de novembre de 2006 | Kitt Peak            | Spacewatch        |
| 309075 | 2006 VC24              | 10 de novembre de 2006 | Kitt Peak            | Spacewatch        |
| 309076 | 2006 VA34              | 11 de novembre de 2006 | Catalina             | CSS               |
| 309077 | 2006 VB42              | 12 de novembre de 2006 | Mount Lemmon         | Mt. Lemmon Survey |
| 309078 | 2006 VC46              | 9 de novembre de 2006  | Kitt Peak            | Spacewatch        |
| 309079 | 2006 VB52              | 11 de novembre de 2006 | Kitt Peak            | Spacewatch        |
| 309080 | 2006 VD56              | 11 de novembre de 2006 | Kitt Peak            | Spacewatch        |
| 309081 | 2006 VE57              | 11 de novembre de 2006 | Kitt Peak            | Spacewatch        |
| 309082 | 2006 VL65              | 11 de novembre de 2006 | Kitt Peak            | Spacewatch        |
| 309083 | 2006 VR65              | 11 de novembre de 2006 | Kitt Peak            | Spacewatch        |
| 309084 | 2006 VD72              | 11 de novembre de 2006 | Mount Lemmon         | Mt. Lemmon Survey |
| 309085 | 2006 VU72              | 11 de novembre de 2006 | Mount Lemmon         | Mt. Lemmon Survey |
| 309086 | 2006 VF74              | 11 de novembre de 2006 | Kitt Peak            | Spacewatch        |
| 309087 | 2006 VR75              | 11 de novembre de 2006 | Kitt Peak            | Spacewatch        |
| 309088 | 2006 VB84              | 13 de novembre de 2006 | Mount Lemmon         | Mt. Lemmon Survey |
| 309089 | 2006 VQ92              | 15 de novembre de 2006 | Catalina             | CSS               |
| 309090 | 2006 VW95              | 14 de novembre de 2006 | Socorro              | LINEAR            |
| 309091 | 2006 VC106             | 13 de novembre de 2006 | Mount Lemmon         | Mt. Lemmon Survey |
| 309092 | 2006 VY122             | 14 de novembre de 2006 | Socorro              | LINEAR            |
| 309093 | 2006 VA124             | 14 de novembre de 2006 | Kitt Peak            | Spacewatch        |
| 309094 | 2006 VW138             | 15 de novembre de 2006 | Kitt Peak            | Spacewatch        |
| 309095 | 2006 VL139             | 15 de novembre de 2006 | Kitt Peak            | Spacewatch        |
| 309096 | 2006 VT169             | 10 de novembre de 2006 | Kitt Peak            | Spacewatch        |
| 309097 | 2006 VE170             | 11 de novembre de 2006 | Mount Lemmon         | Mt. Lemmon Survey |
| 309098 | 2006 VB172             | 1 de novembre de 2006  | Mount Lemmon         | Mt. Lemmon Survey |
| 309099 | 2006 WC                | 16 de novembre de 2006 | 7300                 | W. K. Y. Yeung    |
| 309100 | 2006 WS11              | 16 de novembre de 2006 | Socorro              | LINEAR            |

## 309101-309200
| Nom    | Designació provisional | Data de descobriment   | Lloc de descobriment | Descobridor/s          |
| ------ | ---------------------- | ---------------------- | -------------------- | ---------------------- |
| 309101 | 2006 WW42              | 16 de novembre de 2006 | Kitt Peak            | Spacewatch             |
| 309102 | 2006 WP56              | 16 de novembre de 2006 | Kitt Peak            | Spacewatch             |
| 309103 | 2006 WR63              | 17 de novembre de 2006 | Mount Lemmon         | Mt. Lemmon Survey      |
| 309104 | 2006 WF71              | 18 de novembre de 2006 | Kitt Peak            | Spacewatch             |
| 309105 | 2006 WK73              | 18 de novembre de 2006 | Kitt Peak            | Spacewatch             |
| 309106 | 2006 WZ83              | 18 de novembre de 2006 | Mount Lemmon         | Mt. Lemmon Survey      |
| 309107 | 2006 WR85              | 18 de novembre de 2006 | Kitt Peak            | Spacewatch             |
| 309108 | 2006 WZ88              | 18 de novembre de 2006 | Kitt Peak            | Spacewatch             |
| 309109 | 2006 WM93              | 19 de novembre de 2006 | Kitt Peak            | Spacewatch             |
| 309110 | 2006 WW104             | 19 de novembre de 2006 | Kitt Peak            | Spacewatch             |
| 309111 | 2006 WR113             | 20 de novembre de 2006 | Kitt Peak            | Spacewatch             |
| 309112 | 2006 WW118             | 21 de novembre de 2006 | Catalina             | CSS                    |
| 309113 | 2006 WP120             | 21 de novembre de 2006 | Socorro              | LINEAR                 |
| 309114 | 2006 WZ122             | 21 de novembre de 2006 | Mount Lemmon         | Mt. Lemmon Survey      |
| 309115 | 2006 WX127             | 24 de novembre de 2006 | Nyukasa              | Nyukasa                |
| 309116 | 2006 WT128             | 19 de novembre de 2006 | Kitt Peak            | Spacewatch             |
| 309117 | 2006 WT138             | 19 de novembre de 2006 | Catalina             | CSS                    |
| 309118 | 2006 WQ149             | 20 de novembre de 2006 | Kitt Peak            | Spacewatch             |
| 309119 | 2006 WN153             | 21 de novembre de 2006 | Mount Lemmon         | Mt. Lemmon Survey      |
| 309120 | 2006 WL174             | 23 de novembre de 2006 | Kitt Peak            | Spacewatch             |
| 309121 | 2006 WW177             | 26 de març de 2003     | Kitt Peak            | Spacewatch             |
| 309122 | 2006 WQ178             | 24 de novembre de 2006 | Mount Lemmon         | Mt. Lemmon Survey      |
| 309123 | 2006 WH187             | 23 de novembre de 2006 | Mount Lemmon         | Mt. Lemmon Survey      |
| 309124 | 2006 WM203             | 16 de novembre de 2006 | Kitt Peak            | Spacewatch             |
| 309125 | 2006 WY203             | 27 de novembre de 2006 | Mount Lemmon         | Mt. Lemmon Survey      |
| 309126 | 2006 XF7               | 9 de desembre de 2006  | Kitt Peak            | Spacewatch             |
| 309127 | 2006 XR9               | 9 de desembre de 2006  | Kitt Peak            | Spacewatch             |
| 309128 | 2006 XY18              | 11 de desembre de 2006 | Kitt Peak            | Spacewatch             |
| 309129 | 2006 XM24              | 12 de desembre de 2006 | Kitt Peak            | Spacewatch             |
| 309130 | 2006 XU25              | 12 de desembre de 2006 | Catalina             | CSS                    |
| 309131 | 2006 XG28              | 13 de desembre de 2006 | Catalina             | CSS                    |
| 309132 | 2006 XP31              | 12 de desembre de 2006 | Kitt Peak            | Spacewatch             |
| 309133 | 2006 XU34              | 11 de desembre de 2006 | Kitt Peak            | Spacewatch             |
| 309134 | 2006 XB35              | 11 de desembre de 2006 | Socorro              | LINEAR                 |
| 309135 | 2006 XT37              | 11 de desembre de 2006 | Kitt Peak            | Spacewatch             |
| 309136 | 2006 XQ38              | 11 de desembre de 2006 | Kitt Peak            | Spacewatch             |
| 309137 | 2006 XJ42              | 12 de desembre de 2006 | Socorro              | LINEAR                 |
| 309138 | 2006 XY42              | 12 de desembre de 2006 | Mount Lemmon         | Mt. Lemmon Survey      |
| 309139 | 2006 XQ51              | 14 de desembre de 2006 | Mount Lemmon         | Mt. Lemmon Survey      |
| 309140 | 2006 XY54              | 15 de desembre de 2006 | Socorro              | LINEAR                 |
| 309141 | 2006 XE59              | 14 de desembre de 2006 | Kitt Peak            | Spacewatch             |
| 309142 | 2006 XF60              | 14 de desembre de 2006 | Kitt Peak            | Spacewatch             |
| 309143 | 2006 XP66              | 13 de desembre de 2006 | Mount Lemmon         | Mt. Lemmon Survey      |
| 309144 | 2006 YH4               | 16 de desembre de 2006 | Mount Lemmon         | Mt. Lemmon Survey      |
| 309145 | 2006 YR6               | 19 de desembre de 2006 | Eskridge             | Eskridge               |
| 309146 | 2006 YQ7               | 20 de desembre de 2006 | Palomar              | NEAT                   |
| 309147 | 2006 YD13              | 23 de desembre de 2006 | Eskridge             | Eskridge               |
| 309148 | 2006 YY16              | 21 de desembre de 2006 | Mount Lemmon         | Mt. Lemmon Survey      |
| 309149 | 2006 YR27              | 21 de desembre de 2006 | Kitt Peak            | Spacewatch             |
| 309150 | 2006 YM37              | 21 de desembre de 2006 | Kitt Peak            | Spacewatch             |
| 309151 | 2006 YB38              | 21 de desembre de 2006 | Kitt Peak            | Spacewatch             |
| 309152 | 2006 YW51              | 26 de desembre de 2006 | Kitt Peak            | Spacewatch             |
| 309153 | 2006 YW55              | 26 de desembre de 2006 | Catalina             | CSS                    |
| 309154 | 2007 AF4               | 8 de gener de 2007     | Mount Lemmon         | Mt. Lemmon Survey      |
| 309155 | 2007 AR4               | 8 de gener de 2007     | Mount Lemmon         | Mt. Lemmon Survey      |
| 309156 | 2007 AS4               | 8 de gener de 2007     | Mount Lemmon         | Mt. Lemmon Survey      |
| 309157 | 2007 AW7               | 9 de gener de 2007     | Catalina             | CSS                    |
| 309158 | 2007 AV9               | 8 de gener de 2007     | Kitt Peak            | Spacewatch             |
| 309159 | 2007 AD17              | 15 de gener de 2007    | Catalina             | CSS                    |
| 309160 | 2007 AQ18              | 10 de gener de 2007    | Catalina             | CSS                    |
| 309161 | 2007 AW20              | 10 de gener de 2007    | Mount Lemmon         | Mt. Lemmon Survey      |
| 309162 | 2007 AZ27              | 10 de gener de 2007    | Mount Lemmon         | Mt. Lemmon Survey      |
| 309163 | 2007 AQ29              | 9 de gener de 2007     | Kitt Peak            | Spacewatch             |
| 309164 | 2007 BX4               | 17 de gener de 2007    | Palomar              | NEAT                   |
| 309165 | 2007 BO7               | 17 de gener de 2007    | Catalina             | CSS                    |
| 309166 | 2007 BA8               | 23 de gener de 2007    | Socorro              | LINEAR                 |
| 309167 | 2007 BD18              | 17 de gener de 2007    | Palomar              | NEAT                   |
| 309168 | 2007 BC21              | 22 de gener de 2007    | Lulin                | H.-C. Lin, Q.-z. Ye    |
| 309169 | 2007 BL21              | 24 de gener de 2007    | Kitt Peak            | Spacewatch             |
| 309170 | 2007 BT22              | 24 de gener de 2007    | Mount Lemmon         | Mt. Lemmon Survey      |
| 309171 | 2007 BZ31              | 24 de gener de 2007    | Mount Lemmon         | Mt. Lemmon Survey      |
| 309172 | 2007 BN49              | 23 d'octubre de 2005   | Catalina             | CSS                    |
| 309173 | 2007 BQ60              | 26 de gener de 2007    | Kitt Peak            | Spacewatch             |
| 309174 | 2007 BS64              | 27 de gener de 2007    | Kitt Peak            | Spacewatch             |
| 309175 | 2007 BK68              | 27 de gener de 2007    | Mount Lemmon         | Mt. Lemmon Survey      |
| 309176 | 2007 BF75              | 28 de gener de 2007    | Mount Lemmon         | Mt. Lemmon Survey      |
| 309177 | 2007 CM3               | 6 de febrer de 2007    | Kitt Peak            | Spacewatch             |
| 309178 | 2007 CV5               | 8 de febrer de 2007    | Mayhill              | A. Lowe                |
| 309179 | 2007 CZ6               | 6 de febrer de 2007    | Kitt Peak            | Spacewatch             |
| 309180 | 2007 CU9               | 6 de febrer de 2007    | Palomar              | NEAT                   |
| 309181 | 2007 CF20              | 6 de febrer de 2007    | Palomar              | NEAT                   |
| 309182 | 2007 CL20              | 6 de febrer de 2007    | Palomar              | NEAT                   |
| 309183 | 2007 CE47              | 8 de febrer de 2007    | Palomar              | NEAT                   |
| 309184 | 2007 CG52              | 9 de febrer de 2007    | Catalina             | CSS                    |
| 309185 | 2007 CH60              | 10 de febrer de 2007   | Palomar              | NEAT                   |
| 309186 | 2007 CK62              | 13 de febrer de 2007   | Socorro              | LINEAR                 |
| 309187 | 2007 DJ13              | 16 de febrer de 2007   | Palomar              | NEAT                   |
| 309188 | 2007 DV60              | 23 de febrer de 2007   | Siding Spring        | Siding Spring Survey   |
| 309189 | 2007 DR64              | 21 de febrer de 2007   | Kitt Peak            | Spacewatch             |
| 309190 | 2007 DZ79              | 23 de febrer de 2007   | Catalina             | CSS                    |
| 309191 | 2007 EZ30              | 10 de març de 2007     | Kitt Peak            | Spacewatch             |
| 309192 | 2007 EN47              | 9 de març de 2007      | Mount Lemmon         | Mt. Lemmon Survey      |
| 309193 | 2007 ET66              | 10 de març de 2007     | Kitt Peak            | Spacewatch             |
| 309194 | 2007 EF74              | 10 de març de 2007     | Kitt Peak            | Spacewatch             |
| 309195 | 2007 ED94              | 10 de març de 2007     | Mount Lemmon         | Mt. Lemmon Survey      |
| 309196 | 2007 EY129             | 9 de març de 2007      | Mount Lemmon         | Mt. Lemmon Survey      |
| 309197 | 2007 ED151             | 12 de març de 2007     | Mount Lemmon         | Mt. Lemmon Survey      |
| 309198 | 2007 ES196             | 15 de març de 2007     | Kitt Peak            | Spacewatch             |
| 309199 | 2007 EZ199             | 10 de març de 2007     | Purple Mountain      | PMO NEO Survey Program |
| 309200 | 2007 EY211             | 8 de març de 2007      | Palomar              | NEAT                   |

## 309201-309300
| Nom            | Designació provisional | Data de descobriment   | Lloc de descobriment | Descobridor/s          |
| -------------- | ---------------------- | ---------------------- | -------------------- | ---------------------- |
| 309201         | 2007 EU215             | 12 de març de 2007     | Catalina             | CSS                    |
| 309202         | 2007 FB2               | 16 de març de 2007     | Catalina             | CSS                    |
| 309203         | 2007 GG                | 7 d'abril de 2007      | Mauna Kea            | D. J. Tholen           |
| 309204         | 2007 GF25              | 12 d'abril de 2007     | Crni Vrh             | Crni Vrh               |
| 309205         | 2007 GV27              | 11 d'abril de 2007     | Catalina             | CSS                    |
| 309206         | 2007 GE32              | 14 d'abril de 2007     | Moletai              | Moletai                |
| 309207         | 2007 GP71              | 15 d'abril de 2007     | Catalina             | CSS                    |
| 309208         | 2007 HZ14              | 22 d'abril de 2007     | Ottmarsheim          | C. Rinner              |
| 309209         | 2007 HN15              | 19 d'abril de 2007     | Pla D'Arguines       | R. Ferrando            |
| 309210         | 2007 HS28              | 19 d'abril de 2007     | Mount Lemmon         | Mt. Lemmon Survey      |
| 309211         | 2007 HJ81              | 25 d'abril de 2007     | Mount Lemmon         | Mt. Lemmon Survey      |
| 309212         | 2007 JS9               | 10 de maig de 2007     | Mayhill              | A. Lowe                |
| 309213         | 2007 JQ22              | 11 de maig de 2007     | Catalina             | CSS                    |
| 309214         | 2007 LL                | 8 de juny de 2007      | Catalina             | CSS                    |
| 309215         | 2007 LN18              | 14 de juny de 2007     | Catalina             | CSS                    |
| 309216         | 2007 MG24              | 21 de juny de 2007     | Mount Lemmon         | Mt. Lemmon Survey      |
| 309217         | 2007 NF6               | 10 de juliol de 2007   | Siding Spring        | Siding Spring Survey   |
| 309218         | 2007 OE7               | 24 de juliol de 2007   | Reedy Creek          | J. Broughton           |
| 309219         | 2007 PV10              | 11 d'agost de 2007     | Socorro              | LINEAR                 |
| 309220         | 2007 PV12              | 8 d'agost de 2007      | Socorro              | LINEAR                 |
| 309221         | 2007 PO20              | 9 d'agost de 2007      | Socorro              | LINEAR                 |
| 309222         | 2007 PU21              | 9 d'agost de 2007      | Socorro              | LINEAR                 |
| 309223         | 2007 PX21              | 9 d'agost de 2007      | Socorro              | LINEAR                 |
| 309224         | 2007 PD33              | 9 d'agost de 2007      | Socorro              | LINEAR                 |
| 309225         | 2007 PC40              | 10 d'agost de 2007     | Kitt Peak            | Spacewatch             |
| 309226         | 2007 PF44              | 14 d'agost de 2007     | Siding Spring        | Siding Spring Survey   |
| 309227 Tsukiko | 2007 QC                | 16 d'agost de 2007     | San Marcello         | San Marcello           |
| 309228         | 2007 QM1               | 16 d'agost de 2007     | Crni Vrh             | Crni Vrh               |
| 309229         | 2007 QO2               | 18 d'agost de 2007     | Gaisberg             | R. Gierlinger          |
| 309230         | 2007 QY6               | 21 d'agost de 2007     | Anderson Mesa        | LONEOS                 |
| 309231         | 2007 QT9               | 22 d'agost de 2007     | Socorro              | LINEAR                 |
| 309232         | 2007 QV9               | 22 d'agost de 2007     | Socorro              | LINEAR                 |
| 309233         | 2007 QE11              | 23 d'agost de 2007     | Kitt Peak            | Spacewatch             |
| 309234         | 2007 QB16              | 23 d'agost de 2007     | Kitt Peak            | Spacewatch             |
| 309235         | 2007 QB18              | 24 d'agost de 2007     | Kitt Peak            | Spacewatch             |
| 309236         | 2007 RW                | 3 de setembre de 2007  | Eskridge             | G. Hug                 |
| 309237         | 2007 RB2               | 4 de setembre de 2007  | Junk Bond            | D. Healy               |
| 309238         | 2007 RV10              | 11 de setembre de 2007 | Great Shefford       | P. Birtwhistle         |
| 309239         | 2007 RW10              | 9 de setembre de 2007  | Palomar              | Palomar                |
| 309240         | 2007 RR11              | 10 de setembre de 2007 | Dauban               | Chante-Perdrix         |
| 309241         | 2007 RC17              | 13 de setembre de 2007 | Catalina             | CSS                    |
| 309242         | 2007 RN24              | 4 de setembre de 2007  | Charleston           | Charleston             |
| 309243         | 2007 RM28              | 4 de setembre de 2007  | Catalina             | CSS                    |
| 309244         | 2007 RU28              | 4 de setembre de 2007  | Mount Lemmon         | Mt. Lemmon Survey      |
| 309245         | 2007 RJ29              | 4 de setembre de 2007  | Catalina             | CSS                    |
| 309246         | 2007 RG32              | 5 de setembre de 2007  | Catalina             | CSS                    |
| 309247         | 2007 RQ32              | 5 de setembre de 2007  | Catalina             | CSS                    |
| 309248         | 2007 RL33              | 5 de setembre de 2007  | Catalina             | CSS                    |
| 309249         | 2007 RP38              | 8 de setembre de 2007  | Anderson Mesa        | LONEOS                 |
| 309250         | 2007 RZ38              | 8 de setembre de 2007  | Anderson Mesa        | LONEOS                 |
| 309251         | 2007 RW39              | 9 de setembre de 2007  | Mount Lemmon         | Mt. Lemmon Survey      |
| 309252         | 2007 RT41              | 9 de setembre de 2007  | Anderson Mesa        | LONEOS                 |
| 309253         | 2007 RC42              | 9 de setembre de 2007  | Kitt Peak            | Spacewatch             |
| 309254         | 2007 RL44              | 9 de setembre de 2007  | Kitt Peak            | Spacewatch             |
| 309255         | 2007 RD52              | 9 de setembre de 2007  | Kitt Peak            | Spacewatch             |
| 309256         | 2007 RH53              | 9 de setembre de 2007  | Kitt Peak            | Spacewatch             |
| 309257         | 2007 RC58              | 9 de setembre de 2007  | Anderson Mesa        | LONEOS                 |
| 309258         | 2007 RX68              | 10 de setembre de 2007 | Kitt Peak            | Spacewatch             |
| 309259         | 2007 RA69              | 10 de setembre de 2007 | Kitt Peak            | Spacewatch             |
| 309260         | 2007 RE83              | 10 de setembre de 2007 | Mount Lemmon         | Mt. Lemmon Survey      |
| 309261         | 2007 RK93              | 10 de setembre de 2007 | Kitt Peak            | Spacewatch             |
| 309262         | 2007 RZ93              | 10 de setembre de 2007 | Kitt Peak            | Spacewatch             |
| 309263         | 2007 RZ94              | 10 de setembre de 2007 | Kitt Peak            | Spacewatch             |
| 309264         | 2007 RA95              | 10 de setembre de 2007 | Kitt Peak            | Spacewatch             |
| 309265         | 2007 RD98              | 10 de setembre de 2007 | Kitt Peak            | Spacewatch             |
| 309266         | 2007 RT102             | 11 de setembre de 2007 | Kitt Peak            | Spacewatch             |
| 309267         | 2007 RV102             | 11 de setembre de 2007 | Kitt Peak            | Spacewatch             |
| 309268         | 2007 RX102             | 11 de setembre de 2007 | Kitt Peak            | Spacewatch             |
| 309269         | 2007 RM109             | 11 de setembre de 2007 | Kitt Peak            | Spacewatch             |
| 309270         | 2007 RW113             | 11 de setembre de 2007 | Kitt Peak            | Spacewatch             |
| 309271         | 2007 RN116             | 11 de setembre de 2007 | Kitt Peak            | Spacewatch             |
| 309272         | 2007 RW119             | 11 de setembre de 2007 | Purple Mountain      | PMO NEO Survey Program |
| 309273         | 2007 RD128             | 12 de setembre de 2007 | Mount Lemmon         | Mt. Lemmon Survey      |
| 309274         | 2007 RB133             | 15 de setembre de 2007 | Taunus               | E. Schwab, R. Kling    |
| 309275         | 2007 RF134             | 12 de setembre de 2007 | Catalina             | CSS                    |
| 309276         | 2007 RE136             | 14 de setembre de 2007 | Mount Lemmon         | Mt. Lemmon Survey      |
| 309277         | 2007 RX138             | 15 de setembre de 2007 | Lulin                | LUSS                   |
| 309278         | 2007 RZ139             | 13 de setembre de 2007 | Socorro              | LINEAR                 |
| 309279         | 2007 RQ141             | 13 de setembre de 2007 | Socorro              | LINEAR                 |
| 309280         | 2007 RC144             | 14 de setembre de 2007 | Socorro              | LINEAR                 |
| 309281         | 2007 RL149             | 12 de setembre de 2007 | Catalina             | CSS                    |
| 309282         | 2007 RM157             | 11 de setembre de 2007 | Purple Mountain      | PMO NEO Survey Program |
| 309283         | 2007 RE158             | 12 de setembre de 2007 | Catalina             | CSS                    |
| 309284         | 2007 RG158             | 25 de març de 2006     | Kitt Peak            | Spacewatch             |
| 309285         | 2007 RO195             | 12 de setembre de 2007 | Kitt Peak            | Spacewatch             |
| 309286         | 2007 RV202             | 13 de setembre de 2007 | Kitt Peak            | Spacewatch             |
| 309287         | 2007 RF206             | 10 de setembre de 2007 | Kitt Peak            | Spacewatch             |
| 309288         | 2007 RX208             | 10 de setembre de 2007 | Kitt Peak            | Spacewatch             |
| 309289         | 2007 RP209             | 10 de setembre de 2007 | Kitt Peak            | Spacewatch             |
| 309290         | 2007 RB219             | 14 de setembre de 2007 | Mount Lemmon         | Mt. Lemmon Survey      |
| 309291         | 2007 RP221             | 14 de setembre de 2007 | Mount Lemmon         | Mt. Lemmon Survey      |
| 309292         | 2007 RM222             | 14 de setembre de 2007 | Mount Lemmon         | Mt. Lemmon Survey      |
| 309293         | 2007 RF226             | 10 de setembre de 2007 | Mount Lemmon         | Mt. Lemmon Survey      |
| 309294         | 2007 RB227             | 10 de setembre de 2007 | Kitt Peak            | Spacewatch             |
| 309295         | 2007 RX228             | 16 d'agost de 2007     | XuYi                 | PMO NEO Survey Program |
| 309296         | 2007 RP232             | 11 de setembre de 2007 | Purple Mountain      | PMO NEO Survey Program |
| 309297         | 2007 RU235             | 12 de setembre de 2007 | Catalina             | CSS                    |
| 309298         | 2007 RJ239             | 14 de setembre de 2007 | Catalina             | CSS                    |
| 309299         | 2007 RJ240             | 14 de setembre de 2007 | Mount Lemmon         | Mt. Lemmon Survey      |
| 309300         | 2007 RF242             | 15 de setembre de 2007 | Socorro              | LINEAR                 |

## 309301-309400
| Nom    | Designació provisional | Data de descobriment   | Lloc de descobriment | Descobridor/s        |
| ------ | ---------------------- | ---------------------- | -------------------- | -------------------- |
| 309301 | 2007 RO242             | 15 de setembre de 2007 | Socorro              | LINEAR               |
| 309302 | 2007 RL243             | 15 de setembre de 2007 | Socorro              | LINEAR               |
| 309303 | 2007 RV246             | 12 de setembre de 2007 | Catalina             | CSS                  |
| 309304 | 2007 RU254             | 14 de setembre de 2007 | Kitt Peak            | Spacewatch           |
| 309305 | 2007 RN261             | 14 de setembre de 2007 | Kitt Peak            | Spacewatch           |
| 309306 | 2007 RE269             | 15 de setembre de 2007 | Mount Lemmon         | Mt. Lemmon Survey    |
| 309307 | 2007 RG269             | 15 de setembre de 2007 | Kitt Peak            | Spacewatch           |
| 309308 | 2007 RH284             | 10 de setembre de 2007 | Mount Lemmon         | Mt. Lemmon Survey    |
| 309309 | 2007 RQ284             | 12 de setembre de 2007 | Catalina             | CSS                  |
| 309310 | 2007 RJ286             | 3 de setembre de 2007  | Catalina             | CSS                  |
| 309311 | 2007 RZ286             | 5 de setembre de 2007  | Catalina             | CSS                  |
| 309312 | 2007 RA287             | 5 de setembre de 2007  | Catalina             | CSS                  |
| 309313 | 2007 RG290             | 9 de setembre de 2007  | Kitt Peak            | Spacewatch           |
| 309314 | 2007 RB294             | 13 de setembre de 2007 | Kitt Peak            | Spacewatch           |
| 309315 | 2007 RK310             | 5 de setembre de 2007  | Catalina             | CSS                  |
| 309316 | 2007 RD311             | 4 de setembre de 2007  | Catalina             | CSS                  |
| 309317 | 2007 RF311             | 5 de setembre de 2007  | Siding Spring        | Siding Spring Survey |
| 309318 | 2007 RR315             | 12 de setembre de 2007 | Catalina             | CSS                  |
| 309319 | 2007 SO                | 17 de setembre de 2007 | La Sagra             | La Sagra             |
| 309320 | 2007 SZ                | 17 de setembre de 2007 | La Sagra             | La Sagra             |
| 309321 | 2007 SC3               | 16 de setembre de 2007 | Socorro              | LINEAR               |
| 309322 | 2007 SQ4               | 20 de setembre de 2007 | Remanzacco           | Remanzacco           |
| 309323 | 2007 SZ4               | 18 de setembre de 2007 | Socorro              | LINEAR               |
| 309324 | 2007 SA5               | 18 de setembre de 2007 | Socorro              | LINEAR               |
| 309325 | 2007 SF6               | 21 de setembre de 2007 | Schiaparelli         | Schiaparelli         |
| 309326 | 2007 SV6               | 18 de setembre de 2007 | Anderson Mesa        | LONEOS               |
| 309327 | 2007 SL8               | 18 de setembre de 2007 | Kitt Peak            | Spacewatch           |
| 309328 | 2007 SB9               | 18 de setembre de 2007 | Kitt Peak            | Spacewatch           |
| 309329 | 2007 SS10              | 20 de setembre de 2007 | Catalina             | CSS                  |
| 309330 | 2007 ST11              | 23 de setembre de 2007 | Farra d'Isonzo       | Farra d'Isonzo       |
| 309331 | 2007 SZ16              | 30 de setembre de 2007 | Kitt Peak            | Spacewatch           |
| 309332 | 2007 SQ18              | 19 de setembre de 2007 | Kitt Peak            | Spacewatch           |
| 309333 | 2007 SH23              | 25 de setembre de 2007 | Mount Lemmon         | Mt. Lemmon Survey    |
| 309334 | 2007 TJ2               | 4 d'octubre de 2007    | Kitt Peak            | Spacewatch           |
| 309335 | 2007 TJ5               | 5 d'octubre de 2007    | La Canada            | J. Lacruz            |
| 309336 | 2007 TO5               | 6 d'octubre de 2007    | Socorro              | LINEAR               |
| 309337 | 2007 TR5               | 6 d'octubre de 2007    | Socorro              | LINEAR               |
| 309338 | 2007 TT5               | 6 d'octubre de 2007    | Socorro              | LINEAR               |
| 309339 | 2007 TA6               | 6 d'octubre de 2007    | Socorro              | LINEAR               |
| 309340 | 2007 TR10              | 6 d'octubre de 2007    | Socorro              | LINEAR               |
| 309341 | 2007 TS10              | 6 d'octubre de 2007    | Socorro              | LINEAR               |
| 309342 | 2007 TM21              | 9 d'octubre de 2007    | Dauban               | Chante-Perdrix       |
| 309343 | 2007 TO25              | 4 d'octubre de 2007    | Kitt Peak            | Spacewatch           |
| 309344 | 2007 TZ26              | 4 d'octubre de 2007    | Kitt Peak            | Spacewatch           |
| 309345 | 2007 TP31              | 5 d'octubre de 2007    | Kitt Peak            | Spacewatch           |
| 309346 | 2007 TR44              | 7 d'octubre de 2007    | Mount Lemmon         | Mt. Lemmon Survey    |
| 309347 | 2007 TU44              | 7 d'octubre de 2007    | Catalina             | CSS                  |
| 309348 | 2007 TH49              | 29 de setembre de 2003 | Kitt Peak            | Spacewatch           |
| 309349 | 2007 TP51              | 4 d'octubre de 2007    | Kitt Peak            | Spacewatch           |
| 309350 | 2007 TA52              | 4 d'octubre de 2007    | Kitt Peak            | Spacewatch           |
| 309351 | 2007 TH53              | 4 d'octubre de 2007    | Kitt Peak            | Spacewatch           |
| 309352 | 2007 TN53              | 4 d'octubre de 2007    | Kitt Peak            | Spacewatch           |
| 309353 | 2007 TH56              | 4 d'octubre de 2007    | Kitt Peak            | Spacewatch           |
| 309354 | 2007 TD60              | 5 d'octubre de 2007    | Kitt Peak            | Spacewatch           |
| 309355 | 2007 TZ66              | 12 d'octubre de 2007   | Dauban               | Chante-Perdrix       |
| 309356 | 2007 TO67              | 7 d'octubre de 2007    | Catalina             | CSS                  |
| 309357 | 2007 TJ69              | 14 d'octubre de 2007   | Altschwendt          | W. Ries              |
| 309358 | 2007 TZ69              | 10 d'octubre de 2007   | Goodricke-Pigott     | R. A. Tucker         |
| 309359 | 2007 TG72              | 14 d'octubre de 2007   | Klet                 | Klet                 |
| 309360 | 2007 TL74              | 13 d'octubre de 2007   | Goodricke-Pigott     | R. A. Tucker         |
| 309361 | 2007 TR75              | 4 d'octubre de 2007    | Catalina             | CSS                  |
| 309362 | 2007 TL89              | 8 d'octubre de 2007    | Mount Lemmon         | Mt. Lemmon Survey    |
| 309363 | 2007 TQ89              | 8 d'octubre de 2007    | Mount Lemmon         | Mt. Lemmon Survey    |
| 309364 | 2007 TC95              | 7 d'octubre de 2007    | Catalina             | CSS                  |
| 309365 | 2007 TO97              | 8 d'octubre de 2007    | Anderson Mesa        | LONEOS               |
| 309366 | 2007 TF98              | 8 d'octubre de 2007    | Mount Lemmon         | Mt. Lemmon Survey    |
| 309367 | 2007 TX102             | 8 d'octubre de 2007    | Mount Lemmon         | Mt. Lemmon Survey    |
| 309368 | 2007 TG104             | 8 d'octubre de 2007    | Mount Lemmon         | Mt. Lemmon Survey    |
| 309369 | 2007 TK104             | 8 d'octubre de 2007    | Mount Lemmon         | Mt. Lemmon Survey    |
| 309370 | 2007 TN108             | 7 d'octubre de 2007    | Catalina             | CSS                  |
| 309371 | 2007 TZ112             | 8 d'octubre de 2007    | Catalina             | CSS                  |
| 309372 | 2007 TK113             | 8 d'octubre de 2007    | Anderson Mesa        | LONEOS               |
| 309373 | 2007 TW113             | 8 d'octubre de 2007    | Anderson Mesa        | LONEOS               |
| 309374 | 2007 TL114             | 8 d'octubre de 2007    | Catalina             | CSS                  |
| 309375 | 2007 TO114             | 8 d'octubre de 2007    | Catalina             | CSS                  |
| 309376 | 2007 TK126             | 6 d'octubre de 2007    | Kitt Peak            | Spacewatch           |
| 309377 | 2007 TT126             | 6 d'octubre de 2007    | Kitt Peak            | Spacewatch           |
| 309378 | 2007 TG131             | 7 d'octubre de 2007    | Mount Lemmon         | Mt. Lemmon Survey    |
| 309379 | 2007 TK131             | 7 d'octubre de 2007    | Mount Lemmon         | Mt. Lemmon Survey    |
| 309380 | 2007 TG132             | 7 d'octubre de 2007    | Mount Lemmon         | Mt. Lemmon Survey    |
| 309381 | 2007 TJ134             | 7 d'octubre de 2007    | Mount Lemmon         | Mt. Lemmon Survey    |
| 309382 | 2007 TE138             | 8 d'octubre de 2007    | Mount Lemmon         | Mt. Lemmon Survey    |
| 309383 | 2007 TD147             | 7 d'octubre de 2007    | Socorro              | LINEAR               |
| 309384 | 2007 TF148             | 7 d'octubre de 2007    | Socorro              | LINEAR               |
| 309385 | 2007 TU148             | 8 d'octubre de 2007    | Socorro              | LINEAR               |
| 309386 | 2007 TC150             | 9 d'octubre de 2007    | Socorro              | LINEAR               |
| 309387 | 2007 TH150             | 9 d'octubre de 2007    | Socorro              | LINEAR               |
| 309388 | 2007 TK152             | 9 d'octubre de 2007    | Socorro              | LINEAR               |
| 309389 | 2007 TE170             | 12 d'octubre de 2007   | Socorro              | LINEAR               |
| 309390 | 2007 TL170             | 12 d'octubre de 2007   | Socorro              | LINEAR               |
| 309391 | 2007 TO185             | 13 d'octubre de 2007   | Socorro              | LINEAR               |
| 309392 | 2007 TB186             | 13 d'octubre de 2007   | Socorro              | LINEAR               |
| 309393 | 2007 TG186             | 13 d'octubre de 2007   | Socorro              | LINEAR               |
| 309394 | 2007 TB194             | 7 d'octubre de 2007    | Catalina             | CSS                  |
| 309395 | 2007 TK201             | 8 d'octubre de 2007    | Kitt Peak            | Spacewatch           |
| 309396 | 2007 TR202             | 8 d'octubre de 2007    | Mount Lemmon         | Mt. Lemmon Survey    |
| 309397 | 2007 TA218             | 7 d'octubre de 2007    | Kitt Peak            | Spacewatch           |
| 309398 | 2007 TK218             | 7 d'octubre de 2007    | Kitt Peak            | Spacewatch           |
| 309399 | 2007 TZ221             | 9 d'octubre de 2007    | Kitt Peak            | Spacewatch           |
| 309400 | 2007 TR230             | 8 d'octubre de 2007    | Kitt Peak            | Spacewatch           |

## 309401-309500
| Nom    | Designació provisional | Data de descobriment   | Lloc de descobriment | Descobridor/s          |
| ------ | ---------------------- | ---------------------- | -------------------- | ---------------------- |
| 309401 | 2007 TW237             | 10 d'octubre de 2007   | Kitt Peak            | Spacewatch             |
| 309402 | 2007 TG240             | 14 d'octubre de 2007   | Socorro              | LINEAR                 |
| 309403 | 2007 TF253             | 8 d'octubre de 2007    | Mount Lemmon         | Mt. Lemmon Survey      |
| 309404 | 2007 TG258             | 10 d'octubre de 2007   | Mount Lemmon         | Mt. Lemmon Survey      |
| 309405 | 2007 TG262             | 10 d'octubre de 2007   | Kitt Peak            | Spacewatch             |
| 309406 | 2007 TG275             | 11 d'octubre de 2007   | Catalina             | CSS                    |
| 309407 | 2007 TC280             | 10 d'octubre de 2007   | Mount Lemmon         | Mt. Lemmon Survey      |
| 309408 | 2007 TN280             | 7 d'octubre de 2007    | Catalina             | CSS                    |
| 309409 | 2007 TG289             | 11 d'octubre de 2007   | Catalina             | CSS                    |
| 309410 | 2007 TH292             | 13 d'octubre de 2007   | Catalina             | CSS                    |
| 309411 | 2007 TB303             | 12 d'octubre de 2007   | Kitt Peak            | Spacewatch             |
| 309412 | 2007 TV317             | 12 d'octubre de 2007   | Kitt Peak            | Spacewatch             |
| 309413 | 2007 TN322             | 11 d'octubre de 2007   | Kitt Peak            | Spacewatch             |
| 309414 | 2007 TQ332             | 11 d'octubre de 2007   | Kitt Peak            | Spacewatch             |
| 309415 | 2007 TE338             | 13 d'octubre de 2007   | Catalina             | CSS                    |
| 309416 | 2007 TX356             | 12 d'octubre de 2007   | Kitt Peak            | Spacewatch             |
| 309417 | 2007 TD359             | 14 d'octubre de 2007   | Mount Lemmon         | Mt. Lemmon Survey      |
| 309418 | 2007 TC364             | 14 d'octubre de 2007   | Mount Lemmon         | Mt. Lemmon Survey      |
| 309419 | 2007 TM365             | 9 d'octubre de 2007    | Mount Lemmon         | Mt. Lemmon Survey      |
| 309420 | 2007 TD366             | 9 d'octubre de 2007    | Catalina             | CSS                    |
| 309421 | 2007 TJ367             | 10 d'octubre de 2007   | Catalina             | CSS                    |
| 309422 | 2007 TQ382             | 14 d'octubre de 2007   | Kitt Peak            | Spacewatch             |
| 309423 | 2007 TS382             | 14 d'octubre de 2007   | Kitt Peak            | Spacewatch             |
| 309424 | 2007 TW385             | 15 d'octubre de 2007   | Catalina             | CSS                    |
| 309425 | 2007 TH394             | 15 d'octubre de 2007   | Kitt Peak            | Spacewatch             |
| 309426 | 2007 TX412             | 25 de maig de 2006     | Mauna Kea            | P. A. Wiegert          |
| 309427 | 2007 TL419             | 13 d'octubre de 2007   | Mount Lemmon         | Mt. Lemmon Survey      |
| 309428 | 2007 TQ422             | 9 d'octubre de 2007    | Mount Lemmon         | Mt. Lemmon Survey      |
| 309429 | 2007 TJ426             | 9 d'octubre de 2007    | Catalina             | CSS                    |
| 309430 | 2007 TA446             | 8 d'octubre de 2007    | Mount Lemmon         | Mt. Lemmon Survey      |
| 309431 | 2007 TP446             | 9 d'octubre de 2007    | Kitt Peak            | Spacewatch             |
| 309432 | 2007 TR448             | 9 d'octubre de 2007    | Socorro              | LINEAR                 |
| 309433 | 2007 UU5               | 19 d'octubre de 2007   | 7300                 | W. K. Y. Yeung         |
| 309434 | 2007 UP14              | 17 d'octubre de 2007   | Anderson Mesa        | LONEOS                 |
| 309435 | 2007 UC20              | 18 d'octubre de 2007   | Mount Lemmon         | Mt. Lemmon Survey      |
| 309436 | 2007 UV20              | 19 d'octubre de 2007   | Mount Lemmon         | Mt. Lemmon Survey      |
| 309437 | 2007 UR24              | 16 d'octubre de 2007   | Kitt Peak            | Spacewatch             |
| 309438 | 2007 UK25              | 16 d'octubre de 2007   | Kitt Peak            | Spacewatch             |
| 309439 | 2007 UA31              | 19 d'octubre de 2007   | Catalina             | CSS                    |
| 309440 | 2007 UR38              | 20 d'octubre de 2007   | Catalina             | CSS                    |
| 309441 | 2007 US48              | 20 d'octubre de 2007   | Mount Lemmon         | Mt. Lemmon Survey      |
| 309442 | 2007 UT52              | 24 d'octubre de 2007   | Mount Lemmon         | Mt. Lemmon Survey      |
| 309443 | 2007 UT54              | 30 d'octubre de 2007   | Kitt Peak            | Spacewatch             |
| 309444 | 2007 UK57              | 30 d'octubre de 2007   | Mount Lemmon         | Mt. Lemmon Survey      |
| 309445 | 2007 UF60              | 30 d'octubre de 2007   | Mount Lemmon         | Mt. Lemmon Survey      |
| 309446 | 2007 UK71              | 30 d'octubre de 2007   | Mount Lemmon         | Mt. Lemmon Survey      |
| 309447 | 2007 UU75              | 31 d'octubre de 2007   | Mount Lemmon         | Mt. Lemmon Survey      |
| 309448 | 2007 UA90              | 30 d'octubre de 2007   | Mount Lemmon         | Mt. Lemmon Survey      |
| 309449 | 2007 UC97              | 30 d'octubre de 2007   | Kitt Peak            | Spacewatch             |
| 309450 | 2007 UC99              | 30 d'octubre de 2007   | Kitt Peak            | Spacewatch             |
| 309451 | 2007 UX99              | 30 d'octubre de 2007   | Kitt Peak            | Spacewatch             |
| 309452 | 2007 UM104             | 30 d'octubre de 2007   | Kitt Peak            | Spacewatch             |
| 309453 | 2007 UX104             | 30 d'octubre de 2007   | Kitt Peak            | Spacewatch             |
| 309454 | 2007 UM115             | 31 d'octubre de 2007   | Kitt Peak            | Spacewatch             |
| 309455 | 2007 UE132             | 19 d'octubre de 2007   | Anderson Mesa        | LONEOS                 |
| 309456 | 2007 UC133             | 21 d'octubre de 2007   | Mount Lemmon         | Mt. Lemmon Survey      |
| 309457 | 2007 UD137             | 16 d'octubre de 2007   | Mount Lemmon         | Mt. Lemmon Survey      |
| 309458 | 2007 UF137             | 18 d'octubre de 2007   | Socorro              | LINEAR                 |
| 309459 | 2007 UG142             | 21 d'octubre de 2007   | Mount Lemmon         | Mt. Lemmon Survey      |
| 309460 | 2007 VC                | 1 de novembre de 2007  | 7300                 | W. K. Y. Yeung         |
| 309461 | 2007 VA7               | 1 de novembre de 2007  | Kitt Peak            | Spacewatch             |
| 309462 | 2007 VZ7               | 4 de novembre de 2007  | Mount Lemmon         | Mt. Lemmon Survey      |
| 309463 | 2007 VK10              | 3 de novembre de 2007  | Needville            | Needville              |
| 309464 | 2007 VY18              | 1 de novembre de 2007  | Mount Lemmon         | Mt. Lemmon Survey      |
| 309465 | 2007 VC28              | 2 de novembre de 2007  | Kitt Peak            | Spacewatch             |
| 309466 | 2007 VO42              | 3 de novembre de 2007  | Mount Lemmon         | Mt. Lemmon Survey      |
| 309467 | 2007 VA53              | 1 de novembre de 2007  | Kitt Peak            | Spacewatch             |
| 309468 | 2007 VB65              | 1 de novembre de 2007  | Kitt Peak            | Spacewatch             |
| 309469 | 2007 VJ65              | 1 de novembre de 2007  | Kitt Peak            | Spacewatch             |
| 309470 | 2007 VY73              | 3 de novembre de 2007  | Kitt Peak            | Spacewatch             |
| 309471 | 2007 VL76              | 3 de novembre de 2007  | Kitt Peak            | Spacewatch             |
| 309472 | 2007 VE91              | 7 de novembre de 2007  | Calvin-Rehoboth      | L. A. Molnar           |
| 309473 | 2007 VD96              | 9 de novembre de 2007  | Calvin-Rehoboth      | L. A. Molnar           |
| 309474 | 2007 VO102             | 2 de novembre de 2007  | Purple Mountain      | PMO NEO Survey Program |
| 309475 | 2007 VQ105             | 3 de novembre de 2007  | Kitt Peak            | Spacewatch             |
| 309476 | 2007 VU109             | 3 de novembre de 2007  | Kitt Peak            | Spacewatch             |
| 309477 | 2007 VU112             | 3 de novembre de 2007  | Kitt Peak            | Spacewatch             |
| 309478 | 2007 VD113             | 3 de novembre de 2007  | Kitt Peak            | Spacewatch             |
| 309479 | 2007 VR116             | 3 de novembre de 2007  | Kitt Peak            | Spacewatch             |
| 309480 | 2007 VP118             | 4 de novembre de 2007  | Mount Lemmon         | Mt. Lemmon Survey      |
| 309481 | 2007 VC144             | 4 de novembre de 2007  | Kitt Peak            | Spacewatch             |
| 309482 | 2007 VE148             | 4 de novembre de 2007  | Kitt Peak            | Spacewatch             |
| 309483 | 2007 VK152             | 2 de novembre de 2007  | Kitt Peak            | Spacewatch             |
| 309484 | 2007 VF164             | 5 de novembre de 2007  | Kitt Peak            | Spacewatch             |
| 309485 | 2007 VG198             | 8 de novembre de 2007  | Mount Lemmon         | Mt. Lemmon Survey      |
| 309486 | 2007 VP202             | 7 de novembre de 2007  | Mount Lemmon         | Mt. Lemmon Survey      |
| 309487 | 2007 VP207             | 11 de novembre de 2007 | Mount Lemmon         | Mt. Lemmon Survey      |
| 309488 | 2007 VP208             | 11 de novembre de 2007 | Catalina             | CSS                    |
| 309489 | 2007 VL237             | 11 de novembre de 2007 | Mount Lemmon         | Mt. Lemmon Survey      |
| 309490 | 2007 VE239             | 13 de novembre de 2007 | Kitt Peak            | Spacewatch             |
| 309491 | 2007 VR250             | 8 de novembre de 2007  | Catalina             | CSS                    |
| 309492 | 2007 VS266             | 15 de novembre de 2007 | Anderson Mesa        | LONEOS                 |
| 309493 | 2007 VT269             | 15 de novembre de 2007 | Socorro              | LINEAR                 |
| 309494 | 2007 VR274             | 13 de novembre de 2007 | Catalina             | CSS                    |
| 309495 | 2007 VR290             | 14 de novembre de 2007 | Kitt Peak            | Spacewatch             |
| 309496 | 2007 VU294             | 14 de novembre de 2007 | Mount Lemmon         | Mt. Lemmon Survey      |
| 309497 | 2007 VV299             | 12 de novembre de 2007 | Catalina             | CSS                    |
| 309498 | 2007 VC306             | 8 de novembre de 2007  | Mount Lemmon         | Mt. Lemmon Survey      |
| 309499 | 2007 VG307             | 2 de novembre de 2007  | Kitt Peak            | Spacewatch             |
| 309500 | 2007 VP308             | 6 de novembre de 2007  | Mount Lemmon         | Mt. Lemmon Survey      |

## 309501-309600
| Nom    | Designació provisional | Data de descobriment   | Lloc de descobriment | Descobridor/s     |
| ------ | ---------------------- | ---------------------- | -------------------- | ----------------- |
| 309501 | 2007 VN310             | 8 de novembre de 2007  | Kitt Peak            | Spacewatch        |
| 309502 | 2007 VG312             | 11 de novembre de 2007 | Mount Lemmon         | Mt. Lemmon Survey |
| 309503 | 2007 VP319             | 8 de novembre de 2007  | Kitt Peak            | Spacewatch        |
| 309504 | 2007 VD323             | 2 de novembre de 2007  | Catalina             | CSS               |
| 309505 | 2007 VU328             | 9 de novembre de 2007  | Kitt Peak            | Spacewatch        |
| 309506 | 2007 VK330             | 3 de novembre de 2007  | Mount Lemmon         | Mt. Lemmon Survey |
| 309507 | 2007 VG331             | 5 de novembre de 2007  | Kitt Peak            | Spacewatch        |
| 309508 | 2007 VR334             | 14 de novembre de 2007 | Kitt Peak            | Spacewatch        |
| 309509 | 2007 WM7               | 18 de novembre de 2007 | Socorro              | LINEAR            |
| 309510 | 2007 WU18              | 18 de novembre de 2007 | Mount Lemmon         | Mt. Lemmon Survey |
| 309511 | 2007 WK20              | 18 de novembre de 2007 | Mount Lemmon         | Mt. Lemmon Survey |
| 309512 | 2007 WR20              | 18 de novembre de 2007 | Mount Lemmon         | Mt. Lemmon Survey |
| 309513 | 2007 WU27              | 18 de novembre de 2007 | Mount Lemmon         | Mt. Lemmon Survey |
| 309514 | 2007 WD59              | 18 de novembre de 2007 | Kitt Peak            | Spacewatch        |
| 309515 | 2007 XR1               | 3 de desembre de 2007  | Catalina             | CSS               |
| 309516 | 2007 XZ2               | 3 de desembre de 2007  | Kitt Peak            | Spacewatch        |
| 309517 | 2007 XA3               | 2 de desembre de 2007  | Lulin                | LUSS              |
| 309518 | 2007 XK4               | 3 de desembre de 2007  | Catalina             | CSS               |
| 309519 | 2007 XZ5               | 4 de desembre de 2007  | Catalina             | CSS               |
| 309520 | 2007 XN8               | 22 d'agost de 2006     | Palomar              | NEAT              |
| 309521 | 2007 XE17              | 8 de març de 2005      | Mount Lemmon         | Mt. Lemmon Survey |
| 309522 | 2007 XX17              | 11 de desembre de 2007 | La Sagra             | La Sagra          |
| 309523 | 2007 XB21              | 13 de desembre de 2007 | Dauban               | Chante-Perdrix    |
| 309524 | 2007 XG24              | 15 de desembre de 2007 | Wrightwood           | J. W. Young       |
| 309525 | 2007 XA26              | 15 de desembre de 2007 | Catalina             | CSS               |
| 309526 | 2007 XJ28              | 2 d'abril de 2005      | Mount Lemmon         | Mt. Lemmon Survey |
| 309527 | 2007 XJ32              | 15 de desembre de 2007 | Catalina             | CSS               |
| 309528 | 2007 XA40              | 13 de desembre de 2007 | Socorro              | LINEAR            |
| 309529 | 2007 XR40              | 13 de desembre de 2007 | Socorro              | LINEAR            |
| 309530 | 2007 XN41              | 15 de desembre de 2007 | Socorro              | LINEAR            |
| 309531 | 2007 XO41              | 15 de desembre de 2007 | Socorro              | LINEAR            |
| 309532 | 2007 XO46              | 15 de desembre de 2007 | Catalina             | CSS               |
| 309533 | 2007 YC8               | 16 de desembre de 2007 | Kitt Peak            | Spacewatch        |
| 309534 | 2007 YK8               | 16 de desembre de 2007 | Mount Lemmon         | Mt. Lemmon Survey |
| 309535 | 2007 YW12              | 17 de desembre de 2007 | Mount Lemmon         | Mt. Lemmon Survey |
| 309536 | 2007 YJ16              | 16 de desembre de 2007 | Kitt Peak            | Spacewatch        |
| 309537 | 2007 YT20              | 16 de desembre de 2007 | Kitt Peak            | Spacewatch        |
| 309538 | 2007 YU20              | 18 de setembre de 2006 | Catalina             | CSS               |
| 309539 | 2007 YJ23              | 17 de desembre de 2007 | Kitt Peak            | Spacewatch        |
| 309540 | 2007 YK23              | 17 de desembre de 2007 | Kitt Peak            | Spacewatch        |
| 309541 | 2007 YA28              | 18 de desembre de 2007 | Kitt Peak            | Spacewatch        |
| 309542 | 2007 YL31              | 28 de desembre de 2007 | Kitt Peak            | Spacewatch        |
| 309543 | 2007 YG34              | 28 de desembre de 2007 | Kitt Peak            | Spacewatch        |
| 309544 | 2007 YE36              | 30 de desembre de 2007 | Mount Lemmon         | Mt. Lemmon Survey |
| 309545 | 2007 YV36              | 17 de desembre de 2007 | Kitt Peak            | Spacewatch        |
| 309546 | 2007 YR37              | 30 de desembre de 2007 | Mount Lemmon         | Mt. Lemmon Survey |
| 309547 | 2007 YL41              | 30 de desembre de 2007 | Kitt Peak            | Spacewatch        |
| 309548 | 2007 YZ42              | 30 de desembre de 2007 | Catalina             | CSS               |
| 309549 | 2007 YS46              | 30 de desembre de 2007 | Mount Lemmon         | Mt. Lemmon Survey |
| 309550 | 2007 YB47              | 30 de desembre de 2007 | Mount Lemmon         | Mt. Lemmon Survey |
| 309551 | 2007 YR48              | 28 de desembre de 2007 | Kitt Peak            | Spacewatch        |
| 309552 | 2007 YA55              | 31 de desembre de 2007 | Kitt Peak            | Spacewatch        |
| 309553 | 2007 YH55              | 31 de desembre de 2007 | Mount Lemmon         | Mt. Lemmon Survey |
| 309554 | 2007 YP55              | 31 de desembre de 2007 | Mount Lemmon         | Mt. Lemmon Survey |
| 309555 | 2007 YM58              | 30 de desembre de 2007 | Kitt Peak            | Spacewatch        |
| 309556 | 2007 YZ59              | 29 de desembre de 2007 | Mayhill              | A. Lowe           |
| 309557 | 2007 YB61              | 31 de desembre de 2007 | Catalina             | CSS               |
| 309558 | 2007 YN71              | 17 de desembre de 2007 | Kitt Peak            | Spacewatch        |
| 309559 | 2007 YM74              | 17 de desembre de 2007 | Mount Lemmon         | Mt. Lemmon Survey |
| 309560 | 2008 AQ                | 1 de gener de 2008     | Kitt Peak            | Spacewatch        |
| 309561 | 2008 AW1               | 8 de gener de 2008     | Dauban               | F. Kugel          |
| 309562 | 2008 AM4               | 9 de gener de 2008     | Lulin                | LUSS              |
| 309563 | 2008 AX11              | 10 de gener de 2008    | Mount Lemmon         | Mt. Lemmon Survey |
| 309564 | 2008 AL16              | 10 de gener de 2008    | Mount Lemmon         | Mt. Lemmon Survey |
| 309565 | 2008 AZ25              | 10 de gener de 2008    | Mount Lemmon         | Mt. Lemmon Survey |
| 309566 | 2008 AV32              | 14 de gener de 2008    | Costitx              | OAM               |
| 309567 | 2008 AH36              | 10 de gener de 2008    | Kitt Peak            | Spacewatch        |
| 309568 | 2008 AX39              | 10 de gener de 2008    | Mount Lemmon         | Mt. Lemmon Survey |
| 309569 | 2008 AG41              | 10 de gener de 2008    | Mount Lemmon         | Mt. Lemmon Survey |
| 309570 | 2008 AE44              | 10 de gener de 2008    | Mount Lemmon         | Mt. Lemmon Survey |
| 309571 | 2008 AU53              | 11 de gener de 2008    | Kitt Peak            | Spacewatch        |
| 309572 | 2008 AC57              | 11 de gener de 2008    | Kitt Peak            | Spacewatch        |
| 309573 | 2008 AM58              | 11 de gener de 2008    | Kitt Peak            | Spacewatch        |
| 309574 | 2008 AO61              | 11 de gener de 2008    | Kitt Peak            | Spacewatch        |
| 309575 | 2008 AY68              | 11 de gener de 2008    | Kitt Peak            | Spacewatch        |
| 309576 | 2008 AC78              | 12 de gener de 2008    | Kitt Peak            | Spacewatch        |
| 309577 | 2008 AV81              | 13 de gener de 2008    | Mount Lemmon         | Mt. Lemmon Survey |
| 309578 | 2008 AQ83              | 15 de gener de 2008    | Mount Lemmon         | Mt. Lemmon Survey |
| 309579 | 2008 AC88              | 13 de gener de 2008    | Kitt Peak            | Spacewatch        |
| 309580 | 2008 AS93              | 14 de gener de 2008    | Kitt Peak            | Spacewatch        |
| 309581 | 2008 AG95              | 30 de desembre de 2007 | Kitt Peak            | Spacewatch        |
| 309582 | 2008 AZ98              | 19 d'abril de 2004     | Kitt Peak            | Spacewatch        |
| 309583 | 2008 AM101             | 15 de gener de 2008    | Anderson Mesa        | LONEOS            |
| 309584 | 2008 AR103             | 15 de gener de 2008    | Mount Lemmon         | Mt. Lemmon Survey |
| 309585 | 2008 AQ105             | 15 de gener de 2008    | Mount Lemmon         | Mt. Lemmon Survey |
| 309586 | 2008 AW110             | 15 de gener de 2008    | Kitt Peak            | Spacewatch        |
| 309587 | 2008 AJ112             | 14 de gener de 2008    | Bisei SG Center      | BATTeRS           |
| 309588 | 2008 AR114             | 11 de gener de 2008    | Kitt Peak            | Spacewatch        |
| 309589 | 2008 AH118             | 14 de gener de 2008    | Kitt Peak            | Spacewatch        |
| 309590 | 2008 AT129             | 10 de gener de 2008    | Kitt Peak            | Spacewatch        |
| 309591 | 2008 AO135             | 11 de gener de 2008    | Catalina             | CSS               |
| 309592 | 2008 AX135             | 11 de gener de 2008    | Catalina             | CSS               |
| 309593 | 2008 AF136             | 12 de gener de 2008    | Catalina             | CSS               |
| 309594 | 2008 AE137             | 15 de gener de 2008    | Mount Lemmon         | Mt. Lemmon Survey |
| 309595 | 2008 BY4               | 16 de gener de 2008    | Kitt Peak            | Spacewatch        |
| 309596 | 2008 BD6               | 16 de gener de 2008    | Kitt Peak            | Spacewatch        |
| 309597 | 2008 BK11              | 18 de gener de 2008    | Kitt Peak            | Spacewatch        |
| 309598 | 2008 BM17              | 30 de gener de 2008    | Catalina             | CSS               |
| 309599 | 2008 BH19              | 30 de gener de 2008    | Kitt Peak            | Spacewatch        |
| 309600 | 2008 BD20              | 30 de gener de 2008    | Catalina             | CSS               |

## 309601-309700
| Nom    | Designació provisional | Data de descobriment | Lloc de descobriment | Descobridor/s          |
| ------ | ---------------------- | -------------------- | -------------------- | ---------------------- |
| 309601 | 2008 BN24              | 31 de gener de 2008  | Catalina             | CSS                    |
| 309602 | 2008 BR25              | 30 de gener de 2008  | Catalina             | CSS                    |
| 309603 | 2008 BK26              | 30 de gener de 2008  | Kitt Peak            | Spacewatch             |
| 309604 | 2008 BQ28              | 30 de gener de 2008  | Mount Lemmon         | Mt. Lemmon Survey      |
| 309605 | 2008 BY29              | 30 de gener de 2008  | Catalina             | CSS                    |
| 309606 | 2008 BJ32              | 30 de gener de 2008  | Mount Lemmon         | Mt. Lemmon Survey      |
| 309607 | 2008 BV34              | 30 de gener de 2008  | Mount Lemmon         | Mt. Lemmon Survey      |
| 309608 | 2008 BG37              | 31 de gener de 2008  | Mount Lemmon         | Mt. Lemmon Survey      |
| 309609 | 2008 BZ39              | 30 de gener de 2008  | Catalina             | CSS                    |
| 309610 | 2008 BH42              | 31 de gener de 2008  | Catalina             | CSS                    |
| 309611 | 2008 BK44              | 10 de març de 2003   | Palomar              | NEAT                   |
| 309612 | 2008 BV45              | 31 de gener de 2008  | Catalina             | CSS                    |
| 309613 | 2008 BT46              | 30 de gener de 2008  | Mount Lemmon         | Mt. Lemmon Survey      |
| 309614 | 2008 CV6               | 1 de febrer de 2008  | Mount Lemmon         | Mt. Lemmon Survey      |
| 309615 | 2008 CV9               | 2 de febrer de 2008  | Mount Lemmon         | Mt. Lemmon Survey      |
| 309616 | 2008 CE23              | 1 de febrer de 2008  | Kitt Peak            | Spacewatch             |
| 309617 | 2008 CH23              | 1 de febrer de 2008  | Kitt Peak            | Spacewatch             |
| 309618 | 2008 CK25              | 1 de febrer de 2008  | Kitt Peak            | Spacewatch             |
| 309619 | 2008 CM25              | 1 de febrer de 2008  | Catalina             | CSS                    |
| 309620 | 2008 CQ50              | 6 de febrer de 2008  | Catalina             | CSS                    |
| 309621 | 2008 CJ56              | 7 de febrer de 2008  | Mount Lemmon         | Mt. Lemmon Survey      |
| 309622 | 2008 CJ68              | 5 de febrer de 2008  | La Sagra             | La Sagra               |
| 309623 | 2008 CM71              | 6 de febrer de 2008  | Catalina             | CSS                    |
| 309624 | 2008 CN79              | 7 de febrer de 2008  | Kitt Peak            | Spacewatch             |
| 309625 | 2008 CA85              | 7 de febrer de 2008  | Kitt Peak            | Spacewatch             |
| 309626 | 2008 CV88              | 7 de febrer de 2008  | Mount Lemmon         | Mt. Lemmon Survey      |
| 309627 | 2008 CD98              | 9 de febrer de 2008  | Kitt Peak            | Spacewatch             |
| 309628 | 2008 CB99              | 9 de febrer de 2008  | Kitt Peak            | Spacewatch             |
| 309629 | 2008 CN100             | 9 de febrer de 2008  | Kitt Peak            | Spacewatch             |
| 309630 | 2008 CP121             | 7 de febrer de 2008  | Kitt Peak            | Spacewatch             |
| 309631 | 2008 CO128             | 8 de febrer de 2008  | Kitt Peak            | Spacewatch             |
| 309632 | 2008 CO134             | 8 de febrer de 2008  | Mount Lemmon         | Mt. Lemmon Survey      |
| 309633 | 2008 CH152             | 9 de febrer de 2008  | Kitt Peak            | Spacewatch             |
| 309634 | 2008 CY156             | 9 de febrer de 2008  | Kitt Peak            | Spacewatch             |
| 309635 | 2008 CD165             | 10 de febrer de 2008 | Mount Lemmon         | Mt. Lemmon Survey      |
| 309636 | 2008 CO165             | 10 de febrer de 2008 | Kitt Peak            | Spacewatch             |
| 309637 | 2008 CD177             | 11 de febrer de 2008 | Socorro              | LINEAR                 |
| 309638 | 2008 CL178             | 6 de febrer de 2008  | Catalina             | CSS                    |
| 309639 | 2008 CE180             | 9 de febrer de 2008  | Catalina             | CSS                    |
| 309640 | 2008 CL182             | 11 de febrer de 2008 | Mount Lemmon         | Mt. Lemmon Survey      |
| 309641 | 2008 CC192             | 2 de febrer de 2008  | Kitt Peak            | Spacewatch             |
| 309642 | 2008 CR195             | 2 de febrer de 2008  | Kitt Peak            | Spacewatch             |
| 309643 | 2008 CS195             | 2 de febrer de 2008  | Kitt Peak            | Spacewatch             |
| 309644 | 2008 CN199             | 13 de febrer de 2008 | Mount Lemmon         | Mt. Lemmon Survey      |
| 309645 | 2008 CA202             | 1 de febrer de 2008  | Kitt Peak            | Spacewatch             |
| 309646 | 2008 CA212             | 7 de febrer de 2008  | Socorro              | LINEAR                 |
| 309647 | 2008 CZ213             | 10 de febrer de 2008 | Mount Lemmon         | Mt. Lemmon Survey      |
| 309648 | 2008 DR7               | 24 de febrer de 2008 | Mount Lemmon         | Mt. Lemmon Survey      |
| 309649 | 2008 DJ9               | 25 de febrer de 2008 | Kitt Peak            | Spacewatch             |
| 309650 | 2008 DF20              | 28 de febrer de 2008 | Mount Lemmon         | Mt. Lemmon Survey      |
| 309651 | 2008 DC21              | 28 de febrer de 2008 | Kitt Peak            | Spacewatch             |
| 309652 | 2008 DP23              | 24 de febrer de 2008 | Kitt Peak            | Spacewatch             |
| 309653 | 2008 DS29              | 26 de febrer de 2008 | Mount Lemmon         | Mt. Lemmon Survey      |
| 309654 | 2008 DP55              | 26 de febrer de 2008 | Mount Lemmon         | Mt. Lemmon Survey      |
| 309655 | 2008 DT58              | 27 de febrer de 2008 | Kitt Peak            | Spacewatch             |
| 309656 | 2008 DH61              | 28 de febrer de 2008 | Mount Lemmon         | Mt. Lemmon Survey      |
| 309657 | 2008 DO66              | 29 de febrer de 2008 | Kitt Peak            | Spacewatch             |
| 309658 | 2008 DM67              | 29 de febrer de 2008 | Kitt Peak            | Spacewatch             |
| 309659 | 2008 DV80              | 24 de febrer de 2008 | Kitt Peak            | Spacewatch             |
| 309660 | 2008 DL85              | 28 de febrer de 2008 | Kitt Peak            | Spacewatch             |
| 309661 | 2008 DR85              | 28 de febrer de 2008 | Kitt Peak            | Spacewatch             |
| 309662 | 2008 EE                | 1 de març de 2008    | Socorro              | LINEAR                 |
| 309663 | 2008 EO14              | 1 de març de 2008    | Kitt Peak            | Spacewatch             |
| 309664 | 2008 EE23              | 3 de març de 2008    | Catalina             | CSS                    |
| 309665 | 2008 EP23              | 3 de març de 2008    | Catalina             | CSS                    |
| 309666 | 2008 EK38              | 4 de març de 2008    | Kitt Peak            | Spacewatch             |
| 309667 | 2008 EA39              | 4 de març de 2008    | Kitt Peak            | Spacewatch             |
| 309668 | 2008 ET40              | 4 de març de 2008    | Kitt Peak            | Spacewatch             |
| 309669 | 2008 EE41              | 4 de març de 2008    | Kitt Peak            | Spacewatch             |
| 309670 | 2008 EP41              | 4 de març de 2008    | Mount Lemmon         | Mt. Lemmon Survey      |
| 309671 | 2008 EN49              | 6 de març de 2008    | Kitt Peak            | Spacewatch             |
| 309672 | 2008 EA53              | 6 de març de 2008    | Mount Lemmon         | Mt. Lemmon Survey      |
| 309673 | 2008 EE86              | 7 de març de 2008    | Catalina             | CSS                    |
| 309674 | 2008 EN88              | 11 de març de 2008   | Catalina             | CSS                    |
| 309675 | 2008 EV90              | 3 de març de 2008    | Purple Mountain      | PMO NEO Survey Program |
| 309676 | 2008 ET95              | 6 de març de 2008    | Mount Lemmon         | Mt. Lemmon Survey      |
| 309677 | 2008 EO99              | 5 de març de 2008    | Catalina             | CSS                    |
| 309678 | 2008 ER103             | 5 de març de 2008    | Mount Lemmon         | Mt. Lemmon Survey      |
| 309679 | 2008 EG108             | 7 de març de 2008    | Mount Lemmon         | Mt. Lemmon Survey      |
| 309680 | 2008 EU108             | 7 de març de 2008    | Mount Lemmon         | Mt. Lemmon Survey      |
| 309681 | 2008 ES111             | 8 de març de 2008    | Kitt Peak            | Spacewatch             |
| 309682 | 2008 ES137             | 11 de març de 2008   | Kitt Peak            | Spacewatch             |
| 309683 | 2008 ET147             | 1 de març de 2008    | Kitt Peak            | Spacewatch             |
| 309684 | 2008 ET148             | 2 de març de 2008    | Kitt Peak            | Spacewatch             |
| 309685 | 2008 EK153             | 11 de març de 2008   | Mount Lemmon         | Mt. Lemmon Survey      |
| 309686 | 2008 EF167             | 8 de març de 2008    | Mount Lemmon         | Mt. Lemmon Survey      |
| 309687 | 2008 EZ168             | 13 de març de 2008   | Socorro              | LINEAR                 |
| 309688 | 2008 FD3               | 25 de març de 2008   | Kitt Peak            | Spacewatch             |
| 309689 | 2008 FB4               | 25 de març de 2008   | Kitt Peak            | Spacewatch             |
| 309690 | 2008 FT13              | 26 de març de 2008   | Mount Lemmon         | Mt. Lemmon Survey      |
| 309691 | 2008 FO15              | 26 de març de 2008   | Kitt Peak            | Spacewatch             |
| 309692 | 2008 FE19              | 27 de març de 2008   | Mount Lemmon         | Mt. Lemmon Survey      |
| 309693 | 2008 FU35              | 28 de març de 2008   | Mount Lemmon         | Mt. Lemmon Survey      |
| 309694 | 2008 FJ45              | 28 de març de 2008   | Mount Lemmon         | Mt. Lemmon Survey      |
| 309695 | 2008 FZ51              | 28 de març de 2008   | Mount Lemmon         | Mt. Lemmon Survey      |
| 309696 | 2008 FA65              | 28 de març de 2008   | Kitt Peak            | Spacewatch             |
| 309697 | 2008 FM79              | 27 de març de 2008   | Mount Lemmon         | Mt. Lemmon Survey      |
| 309698 | 2008 FS87              | 28 de març de 2008   | Mount Lemmon         | Mt. Lemmon Survey      |
| 309699 | 2008 FG91              | 29 de març de 2008   | Mount Lemmon         | Mt. Lemmon Survey      |
| 309700 | 2008 FP98              | 30 de març de 2008   | Catalina             | CSS                    |

## 309701-309800
| Nom    | Designació provisional | Data de descobriment   | Lloc de descobriment | Descobridor/s        |
| ------ | ---------------------- | ---------------------- | -------------------- | -------------------- |
| 309701 | 2008 FX99              | 30 de març de 2008     | Kitt Peak            | Spacewatch           |
| 309702 | 2008 FN115             | 31 de març de 2008     | Mount Lemmon         | Mt. Lemmon Survey    |
| 309703 | 2008 FM118             | 31 de març de 2008     | Mount Lemmon         | Mt. Lemmon Survey    |
| 309704 | 2008 FD131             | 29 de març de 2008     | San Marcello         | San Marcello         |
| 309705 | 2008 FR137             | 31 de març de 2008     | Mount Lemmon         | Mt. Lemmon Survey    |
| 309706 | 2008 GP                | 3 d'abril de 2008      | La Canada            | La Canada            |
| 309707 | 2008 GC1               | 1 d'abril de 2008      | Mount Lemmon         | Mt. Lemmon Survey    |
| 309708 | 2008 GP2               | 5 d'abril de 2008      | Mount Lemmon         | Mt. Lemmon Survey    |
| 309709 | 2008 GE3               | 7 d'abril de 2008      | Great Shefford       | P. Birtwhistle       |
| 309710 | 2008 GQ12              | 3 d'abril de 2008      | Mount Lemmon         | Mt. Lemmon Survey    |
| 309711 | 2008 GV29              | 3 d'abril de 2008      | Mount Lemmon         | Mt. Lemmon Survey    |
| 309712 | 2008 GL61              | 5 d'abril de 2008      | Mount Lemmon         | Mt. Lemmon Survey    |
| 309713 | 2008 GY64              | 6 d'abril de 2008      | Kitt Peak            | Spacewatch           |
| 309714 | 2008 GF111             | 13 d'abril de 2008     | Dauban               | F. Kugel             |
| 309715 | 2008 GL114             | 9 d'abril de 2008      | Mount Lemmon         | Mt. Lemmon Survey    |
| 309716 | 2008 GO114             | 11 d'abril de 2008     | Kitt Peak            | Spacewatch           |
| 309717 | 2008 GS115             | 11 d'abril de 2008     | Catalina             | CSS                  |
| 309718 | 2008 GM122             | 13 d'abril de 2008     | Kitt Peak            | Spacewatch           |
| 309719 | 2008 GQ129             | 3 d'abril de 2008      | Kitt Peak            | Spacewatch           |
| 309720 | 2008 GP136             | 3 d'abril de 2008      | Kitt Peak            | Spacewatch           |
| 309721 | 2008 GU140             | 11 d'abril de 2008     | Mount Lemmon         | Mt. Lemmon Survey    |
| 309722 | 2008 GT145             | 11 d'abril de 2008     | Socorro              | LINEAR               |
| 309723 | 2008 HJ6               | 24 d'abril de 2008     | Kitt Peak            | Spacewatch           |
| 309724 | 2008 HC18              | 26 d'abril de 2008     | Kitt Peak            | Spacewatch           |
| 309725 | 2008 HL67              | 29 d'abril de 2008     | Mount Lemmon         | Mt. Lemmon Survey    |
| 309726 | 2008 HZ68              | 30 d'abril de 2008     | Mount Lemmon         | Mt. Lemmon Survey    |
| 309727 | 2008 HW69              | 30 d'abril de 2008     | Mount Lemmon         | Mt. Lemmon Survey    |
| 309728 | 2008 JF                | 1 de maig de 2008      | Catalina             | CSS                  |
| 309729 | 2008 JU23              | 7 de maig de 2008      | Kitt Peak            | Spacewatch           |
| 309730 | 2008 KJ39              | 30 de maig de 2008     | Kitt Peak            | Spacewatch           |
| 309731 | 2008 LX15              | 10 de juny de 2008     | Kitt Peak            | Spacewatch           |
| 309732 | 2008 QD35              | 30 d'agost de 2008     | Charleston           | Charleston           |
| 309733 | 2008 RK4               | 2 de setembre de 2008  | Kitt Peak            | Spacewatch           |
| 309734 | 2008 RW27              | 1 de setembre de 2008  | Siding Spring        | Siding Spring Survey |
| 309735 | 2008 RK50              | 3 de setembre de 2008  | Kitt Peak            | Spacewatch           |
| 309736 | 2008 SV200             | 26 de setembre de 2008 | Kitt Peak            | Spacewatch           |
| 309737 | 2008 SJ236             | 29 de setembre de 2008 | Kitt Peak            | Spacewatch           |
| 309738 | 2008 TW22              | 1 d'octubre de 2008    | Catalina             | CSS                  |
| 309739 | 2008 TB158             | 5 d'octubre de 2008    | La Sagra             | La Sagra             |
| 309740 | 2008 UK2               | 22 d'octubre de 2008   | Kitt Peak            | Spacewatch           |
| 309741 | 2008 UZ6               | 22 d'octubre de 2008   | Kitt Peak            | Spacewatch           |
| 309742 | 2008 UC121             | 22 d'octubre de 2008   | Kitt Peak            | Spacewatch           |
| 309743 | 2008 UA172             | 24 d'octubre de 2008   | Kitt Peak            | Spacewatch           |
| 309744 | 2008 UL199             | 31 d'octubre de 2008   | Mount Lemmon         | Mt. Lemmon Survey    |
| 309745 | 2008 UE268             | 28 d'octubre de 2008   | Kitt Peak            | Spacewatch           |
| 309746 | 2008 UC294             | 29 d'octubre de 2008   | Kitt Peak            | Spacewatch           |
| 309747 | 2008 UL309             | 30 d'octubre de 2008   | Catalina             | CSS                  |
| 309748 | 2008 UM316             | 30 d'octubre de 2008   | Kitt Peak            | Spacewatch           |
| 309749 | 2008 UF356             | 22 d'octubre de 2008   | Kitt Peak            | Spacewatch           |
| 309750 | 2008 VR2               | 2 de novembre de 2008  | Socorro              | LINEAR               |
| 309751 | 2008 VK4               | 6 de novembre de 2008  | Socorro              | LINEAR               |
| 309752 | 2008 VG6               | 1 de novembre de 2008  | Catalina             | CSS                  |
| 309753 | 2008 VT38              | 2 de novembre de 2008  | Kitt Peak            | Spacewatch           |
| 309754 | 2008 WS72              | 11 d'agost de 2004     | Socorro              | LINEAR               |
| 309755 | 2008 WN87              | 12 d'agost de 1997     | Kitt Peak            | Spacewatch           |
| 309756 | 2008 WO121             | 29 de novembre de 2008 | Bergisch Gladbac     | W. Bickel            |
| 309757 | 2008 WN129             | 23 de novembre de 2008 | Mount Lemmon         | Mt. Lemmon Survey    |
| 309758 | 2008 XW47              | 4 de desembre de 2008  | Mount Lemmon         | Mt. Lemmon Survey    |
| 309759 | 2008 XR49              | 4 de desembre de 2008  | Mount Lemmon         | Mt. Lemmon Survey    |
| 309760 | 2008 XF56              | 3 de desembre de 2008  | Mount Lemmon         | Mt. Lemmon Survey    |
| 309761 | 2008 YQ4               | 22 de desembre de 2008 | Dauban               | F. Kugel             |
| 309762 | 2008 YN5               | 22 de desembre de 2008 | Vallemare Borbon     | V. S. Casulli        |
| 309763 | 2008 YJ15              | 21 de desembre de 2008 | Catalina             | CSS                  |
| 309764 | 2008 YM35              | 22 de desembre de 2008 | Kitt Peak            | Spacewatch           |
| 309765 | 2008 YN54              | 29 de desembre de 2008 | Mount Lemmon         | Mt. Lemmon Survey    |
| 309766 | 2008 YR54              | 29 de desembre de 2008 | Mount Lemmon         | Mt. Lemmon Survey    |
| 309767 | 2008 YU64              | 30 de desembre de 2008 | Mount Lemmon         | Mt. Lemmon Survey    |
| 309768 | 2008 YQ65              | 30 de desembre de 2008 | Mount Lemmon         | Mt. Lemmon Survey    |
| 309769 | 2008 YL68              | 30 de desembre de 2008 | Mount Lemmon         | Mt. Lemmon Survey    |
| 309770 | 2008 YG80              | 30 de desembre de 2008 | Mount Lemmon         | Mt. Lemmon Survey    |
| 309771 | 2008 YU80              | 30 de desembre de 2008 | Kitt Peak            | Spacewatch           |
| 309772 | 2008 YD98              | 29 de desembre de 2008 | Mount Lemmon         | Mt. Lemmon Survey    |
| 309773 | 2008 YC99              | 29 de desembre de 2008 | Kitt Peak            | Spacewatch           |
| 309774 | 2008 YH119             | 29 de desembre de 2008 | Kitt Peak            | Spacewatch           |
| 309775 | 2008 YD125             | 30 de desembre de 2008 | Kitt Peak            | Spacewatch           |
| 309776 | 2008 YH125             | 30 de desembre de 2008 | Kitt Peak            | Spacewatch           |
| 309777 | 2008 YN133             | 29 de desembre de 2008 | Kitt Peak            | Spacewatch           |
| 309778 | 2008 YG139             | 11 de novembre de 2004 | Kitt Peak            | Spacewatch           |
| 309779 | 2008 YN140             | 30 de desembre de 2008 | Mount Lemmon         | Mt. Lemmon Survey    |
| 309780 | 2008 YU140             | 30 de desembre de 2008 | Mount Lemmon         | Mt. Lemmon Survey    |
| 309781 | 2008 YC154             | 21 de desembre de 2008 | Kitt Peak            | Spacewatch           |
| 309782 | 2008 YY154             | 22 de desembre de 2008 | Mount Lemmon         | Mt. Lemmon Survey    |
| 309783 | 2008 YN159             | 31 de desembre de 2008 | Mount Lemmon         | Mt. Lemmon Survey    |
| 309784 | 2008 YD161             | 29 de desembre de 2008 | Mount Lemmon         | Mt. Lemmon Survey    |
| 309785 | 2008 YJ163             | 30 de desembre de 2008 | Kitt Peak            | Spacewatch           |
| 309786 | 2008 YM165             | 30 de desembre de 2008 | Mount Lemmon         | Mt. Lemmon Survey    |
| 309787 | 2008 YB166             | 22 de desembre de 2008 | Mount Lemmon         | Mt. Lemmon Survey    |
| 309788 | 2009 AE15              | 2 de gener de 2009     | Mount Lemmon         | Mt. Lemmon Survey    |
| 309789 | 2009 AL22              | 3 de gener de 2009     | Kitt Peak            | Spacewatch           |
| 309790 | 2009 AS28              | 25 d'abril de 2003     | Kitt Peak            | Spacewatch           |
| 309791 | 2009 AZ33              | 15 de gener de 2009    | Kitt Peak            | Spacewatch           |
| 309792 | 2009 AF40              | 15 de gener de 2009    | Kitt Peak            | Spacewatch           |
| 309793 | 2009 AG47              | 1 de gener de 2009     | Kitt Peak            | Spacewatch           |
| 309794 | 2009 AN50              | 2 de gener de 2009     | Mount Lemmon         | Mt. Lemmon Survey    |
| 309795 | 2009 BE32              | 16 de gener de 2009    | Kitt Peak            | Spacewatch           |
| 309796 | 2009 BN36              | 16 de gener de 2009    | Kitt Peak            | Spacewatch           |
| 309797 | 2009 BN38              | 16 de gener de 2009    | Kitt Peak            | Spacewatch           |
| 309798 | 2009 BL40              | 16 de gener de 2009    | Kitt Peak            | Spacewatch           |
| 309799 | 2009 BT41              | 16 de gener de 2009    | Kitt Peak            | Spacewatch           |
| 309800 | 2009 BP44              | 16 de gener de 2009    | Kitt Peak            | Spacewatch           |

## 309801-309900
| Nom    | Designació provisional | Data de descobriment | Lloc de descobriment | Descobridor/s          |
| ------ | ---------------------- | -------------------- | -------------------- | ---------------------- |
| 309801 | 2009 BO48              | 16 de gener de 2009  | Kitt Peak            | Spacewatch             |
| 309802 | 2009 BH65              | 20 de gener de 2009  | Kitt Peak            | Spacewatch             |
| 309803 | 2009 BL70              | 25 de gener de 2009  | Catalina             | CSS                    |
| 309804 | 2009 BN77              | 25 de gener de 2009  | Socorro              | LINEAR                 |
| 309805 | 2009 BO78              | 30 de gener de 2009  | Dauban               | F. Kugel               |
| 309806 | 2009 BQ81              | 28 de gener de 2009  | Catalina             | CSS                    |
| 309807 | 2009 BP85              | 25 de gener de 2009  | Kitt Peak            | Spacewatch             |
| 309808 | 2009 BY85              | 25 de gener de 2009  | Kitt Peak            | Spacewatch             |
| 309809 | 2009 BP87              | 25 de gener de 2009  | Kitt Peak            | Spacewatch             |
| 309810 | 2009 BV89              | 25 de gener de 2009  | Kitt Peak            | Spacewatch             |
| 309811 | 2009 BY91              | 25 de gener de 2009  | Kitt Peak            | Spacewatch             |
| 309812 | 2009 BT94              | 25 de gener de 2009  | Kitt Peak            | Spacewatch             |
| 309813 | 2009 BL96              | 24 de gener de 2009  | Purple Mountain      | PMO NEO Survey Program |
| 309814 | 2009 BE98              | 26 de gener de 2009  | Mount Lemmon         | Mt. Lemmon Survey      |
| 309815 | 2009 BF98              | 26 de gener de 2009  | Mount Lemmon         | Mt. Lemmon Survey      |
| 309816 | 2009 BE105             | 25 de gener de 2009  | Kitt Peak            | Spacewatch             |
| 309817 | 2009 BU105             | 25 de gener de 2009  | Kitt Peak            | Spacewatch             |
| 309818 | 2009 BY107             | 29 de gener de 2009  | Mount Lemmon         | Mt. Lemmon Survey      |
| 309819 | 2009 BS119             | 30 de gener de 2009  | Kitt Peak            | Spacewatch             |
| 309820 | 2009 BD130             | 31 de gener de 2009  | Mount Lemmon         | Mt. Lemmon Survey      |
| 309821 | 2009 BB134             | 29 de gener de 2009  | Kitt Peak            | Spacewatch             |
| 309822 | 2009 BX138             | 29 de gener de 2009  | Kitt Peak            | Spacewatch             |
| 309823 | 2009 BK143             | 30 de gener de 2009  | Kitt Peak            | Spacewatch             |
| 309824 | 2009 BQ147             | 30 de gener de 2009  | Mount Lemmon         | Mt. Lemmon Survey      |
| 309825 | 2009 BM157             | 31 de gener de 2009  | Kitt Peak            | Spacewatch             |
| 309826 | 2009 BO157             | 31 de gener de 2009  | Kitt Peak            | Spacewatch             |
| 309827 | 2009 BG158             | 31 de gener de 2009  | Kitt Peak            | Spacewatch             |
| 309828 | 2009 BU158             | 31 de gener de 2009  | Kitt Peak            | Spacewatch             |
| 309829 | 2009 BF165             | 31 de gener de 2009  | Kitt Peak            | Spacewatch             |
| 309830 | 2009 BY172             | 19 de gener de 2009  | Mount Lemmon         | Mt. Lemmon Survey      |
| 309831 | 2009 BW174             | 25 de gener de 2009  | Kitt Peak            | Spacewatch             |
| 309832 | 2009 BM177             | 30 de gener de 2009  | Mount Lemmon         | Mt. Lemmon Survey      |
| 309833 | 2009 BM182             | 17 de gener de 2009  | Kitt Peak            | Spacewatch             |
| 309834 | 2009 BT184             | 18 de gener de 2009  | Socorro              | LINEAR                 |
| 309835 | 2009 BT188             | 31 de gener de 2009  | Mount Lemmon         | Mt. Lemmon Survey      |
| 309836 | 2009 CK2               | 2 d'abril de 2006    | Kitt Peak            | Spacewatch             |
| 309837 | 2009 CC17              | 1 de febrer de 2009  | Mount Lemmon         | Mt. Lemmon Survey      |
| 309838 | 2009 CG20              | 1 de febrer de 2009  | Kitt Peak            | Spacewatch             |
| 309839 | 2009 CT21              | 1 de febrer de 2009  | Kitt Peak            | Spacewatch             |
| 309840 | 2009 CV25              | 1 de febrer de 2009  | Kitt Peak            | Spacewatch             |
| 309841 | 2009 CL28              | 1 de febrer de 2009  | Kitt Peak            | Spacewatch             |
| 309842 | 2009 CS39              | 15 de febrer de 2009 | Dauban               | F. Kugel               |
| 309843 | 2009 CV39              | 14 de febrer de 2009 | Dauban               | F. Kugel               |
| 309844 | 2009 CR43              | 14 de febrer de 2009 | Kitt Peak            | Spacewatch             |
| 309845 | 2009 CH47              | 14 de febrer de 2009 | Kitt Peak            | Spacewatch             |
| 309846 | 2009 CD50              | 14 de febrer de 2009 | La Sagra             | La Sagra               |
| 309847 | 2009 CZ59              | 4 de febrer de 2009  | Kitt Peak            | Spacewatch             |
| 309848 | 2009 DT3               | 17 de febrer de 2009 | Socorro              | LINEAR                 |
| 309849 | 2009 DR5               | 20 de febrer de 2009 | Cordell-Lorenz       | D. T. Durig            |
| 309850 | 2009 DU6               | 17 de febrer de 2009 | Kitt Peak            | Spacewatch             |
| 309851 | 2009 DB17              | 19 de febrer de 2009 | La Sagra             | La Sagra               |
| 309852 | 2009 DS31              | 20 de febrer de 2009 | Kitt Peak            | Spacewatch             |
| 309853 | 2009 DX32              | 20 de febrer de 2009 | Kitt Peak            | Spacewatch             |
| 309854 | 2009 DF35              | 20 de febrer de 2009 | Kitt Peak            | Spacewatch             |
| 309855 | 2009 DF39              | 20 de gener de 2009  | Kitt Peak            | Spacewatch             |
| 309856 | 2009 DX40              | 16 de febrer de 2009 | La Sagra             | La Sagra               |
| 309857 | 2009 DT41              | 18 de febrer de 2009 | La Sagra             | La Sagra               |
| 309858 | 2009 DT46              | 28 de febrer de 2009 | Socorro              | LINEAR                 |
| 309859 | 2009 DM54              | 22 de febrer de 2009 | Kitt Peak            | Spacewatch             |
| 309860 | 2009 DJ55              | 22 de febrer de 2009 | Kitt Peak            | Spacewatch             |
| 309861 | 2009 DL56              | 22 de febrer de 2009 | Kitt Peak            | Spacewatch             |
| 309862 | 2009 DE64              | 22 de febrer de 2009 | Kitt Peak            | Spacewatch             |
| 309863 | 2009 DC66              | 24 de febrer de 2009 | Mount Lemmon         | Mt. Lemmon Survey      |
| 309864 | 2009 DP72              | 22 de febrer de 2009 | Mount Lemmon         | Mt. Lemmon Survey      |
| 309865 | 2009 DY72              | 24 de febrer de 2009 | Mount Lemmon         | Mt. Lemmon Survey      |
| 309866 | 2009 DK74              | 26 de febrer de 2009 | Catalina             | CSS                    |
| 309867 | 2009 DE80              | 21 de febrer de 2009 | Kitt Peak            | Spacewatch             |
| 309868 | 2009 DU80              | 22 de febrer de 2009 | Kitt Peak            | Spacewatch             |
| 309869 | 2009 DB89              | 24 de febrer de 2009 | Mount Lemmon         | Mt. Lemmon Survey      |
| 309870 | 2009 DR92              | 28 de febrer de 2009 | Kitt Peak            | Spacewatch             |
| 309871 | 2009 DY94              | 28 de febrer de 2009 | Kitt Peak            | Spacewatch             |
| 309872 | 2009 DB95              | 28 de febrer de 2009 | Kitt Peak            | Spacewatch             |
| 309873 | 2009 DY95              | 25 de febrer de 2009 | Catalina             | CSS                    |
| 309874 | 2009 DH104             | 26 de febrer de 2009 | Kitt Peak            | Spacewatch             |
| 309875 | 2009 DJ105             | 26 de febrer de 2009 | Kitt Peak            | Spacewatch             |
| 309876 | 2009 DL116             | 27 de febrer de 2009 | Kitt Peak            | Spacewatch             |
| 309877 | 2009 DH118             | 27 de febrer de 2009 | Kitt Peak            | Spacewatch             |
| 309878 | 2009 DP121             | 27 de febrer de 2009 | Kitt Peak            | Spacewatch             |
| 309879 | 2009 DR121             | 27 de febrer de 2009 | Kitt Peak            | Spacewatch             |
| 309880 | 2009 DD123             | 28 de febrer de 2009 | Kitt Peak            | Spacewatch             |
| 309881 | 2009 DC124             | 19 de febrer de 2009 | Kitt Peak            | Spacewatch             |
| 309882 | 2009 DV127             | 20 de febrer de 2009 | Kitt Peak            | Spacewatch             |
| 309883 | 2009 DJ128             | 21 de febrer de 2009 | Kitt Peak            | Spacewatch             |
| 309884 | 2009 DE129             | 26 de febrer de 2009 | Kitt Peak            | Spacewatch             |
| 309885 | 2009 DB131             | 27 de febrer de 2009 | Catalina             | CSS                    |
| 309886 | 2009 DA132             | 20 de febrer de 2009 | Kitt Peak            | Spacewatch             |
| 309887 | 2009 DT133             | 28 de febrer de 2009 | Kitt Peak            | Spacewatch             |
| 309888 | 2009 DU133             | 28 de febrer de 2009 | Mount Lemmon         | Mt. Lemmon Survey      |
| 309889 | 2009 DH138             | 20 de febrer de 2009 | Kitt Peak            | Spacewatch             |
| 309890 | 2009 DA139             | 24 de febrer de 2009 | Kitt Peak            | Spacewatch             |
| 309891 | 2009 DR139             | 19 de febrer de 2009 | Catalina             | CSS                    |
| 309892 | 2009 DF140             | 19 de febrer de 2009 | Catalina             | CSS                    |
| 309893 | 2009 DH140             | 20 de febrer de 2009 | Socorro              | LINEAR                 |
| 309894 | 2009 DP140             | 22 de febrer de 2009 | Kitt Peak            | Spacewatch             |
| 309895 | 2009 DG141             | 20 de febrer de 2009 | Kitt Peak            | Spacewatch             |
| 309896 | 2009 DR141             | 26 de febrer de 2009 | Mount Lemmon         | Mt. Lemmon Survey      |
| 309897 | 2009 EM2               | 3 de març de 2009    | Great Shefford       | P. Birtwhistle         |
| 309898 | 2009 EO3               | 14 de març de 2009   | La Sagra             | La Sagra               |
| 309899 | 2009 EK4               | 15 de març de 2009   | La Sagra             | La Sagra               |
| 309900 | 2009 EQ14              | 15 de març de 2009   | Kitt Peak            | Spacewatch             |

## 309901-310000
| Nom    | Designació provisional | Data de descobriment   | Lloc de descobriment | Descobridor/s        |
| ------ | ---------------------- | ---------------------- | -------------------- | -------------------- |
| 309901 | 2009 EV19              | 15 de març de 2009     | Mount Lemmon         | Mt. Lemmon Survey    |
| 309902 | 2009 EF21              | 15 de març de 2009     | La Sagra             | La Sagra             |
| 309903 | 2009 EZ21              | 15 de març de 2009     | La Sagra             | La Sagra             |
| 309904 | 2009 ER24              | 2 de març de 2009      | Mount Lemmon         | Mt. Lemmon Survey    |
| 309905 | 2009 ET25              | 7 de març de 2009      | Mount Lemmon         | Mt. Lemmon Survey    |
| 309906 | 2009 EL27              | 15 de març de 2009     | Kitt Peak            | Spacewatch           |
| 309907 | 2009 ET28              | 7 de març de 2009      | Mount Lemmon         | Mt. Lemmon Survey    |
| 309908 | 2009 EA29              | 7 de març de 2009      | Mount Lemmon         | Mt. Lemmon Survey    |
| 309909 | 2009 EN29              | 3 de març de 2009      | Kitt Peak            | Spacewatch           |
| 309910 | 2009 EE30              | 2 de març de 2009      | Mount Lemmon         | Mt. Lemmon Survey    |
| 309911 | 2009 FG2               | 17 de març de 2009     | Taunus               | E. Schwab, R. Kling  |
| 309912 | 2009 FX6               | 16 de març de 2009     | Kitt Peak            | Spacewatch           |
| 309913 | 2009 FX11              | 17 de març de 2009     | Kitt Peak            | Spacewatch           |
| 309914 | 2009 FM14              | 19 de març de 2009     | Celbridge            | D. McDonald          |
| 309915 | 2009 FP14              | 20 de març de 2009     | Taunus               | R. Kling, U. Zimmer  |
| 309916 | 2009 FQ14              | 20 de març de 2009     | Pla D'Arguines       | R. Ferrando          |
| 309917 | 2009 FS14              | 20 de març de 2009     | Vicques              | M. Ory               |
| 309918 | 2009 FF16              | 18 de març de 2009     | Mount Lemmon         | Mt. Lemmon Survey    |
| 309919 | 2009 FP19              | 21 de març de 2009     | Dauban               | F. Kugel             |
| 309920 | 2009 FS24              | 21 de març de 2009     | La Sagra             | La Sagra             |
| 309921 | 2009 FX24              | 22 de març de 2009     | La Sagra             | La Sagra             |
| 309922 | 2009 FE33              | 21 de març de 2009     | Kitt Peak            | Spacewatch           |
| 309923 | 2009 FT34              | 24 de març de 2009     | Mount Lemmon         | Mt. Lemmon Survey    |
| 309924 | 2009 FU34              | 24 de març de 2009     | Mount Lemmon         | Mt. Lemmon Survey    |
| 309925 | 2009 FN35              | 21 de març de 2009     | Catalina             | CSS                  |
| 309926 | 2009 FJ37              | 24 de març de 2009     | Mount Lemmon         | Mt. Lemmon Survey    |
| 309927 | 2009 FS38              | 17 de març de 2009     | Kitt Peak            | Spacewatch           |
| 309928 | 2009 FL42              | 28 de març de 2009     | Kitt Peak            | Spacewatch           |
| 309929 | 2009 FG52              | 28 de març de 2009     | Mount Lemmon         | Mt. Lemmon Survey    |
| 309930 | 2009 FY52              | 29 de març de 2009     | Kitt Peak            | Spacewatch           |
| 309931 | 2009 FP61              | 29 de març de 2009     | Kitt Peak            | Spacewatch           |
| 309932 | 2009 FK62              | 23 de març de 2009     | La Sagra             | La Sagra             |
| 309933 | 2009 FQ62              | 24 de març de 2009     | Kitt Peak            | Spacewatch           |
| 309934 | 2009 FS62              | 24 de març de 2009     | Kitt Peak            | Spacewatch           |
| 309935 | 2009 FF65              | 18 de març de 2009     | Kitt Peak            | Spacewatch           |
| 309936 | 2009 FA66              | 19 de març de 2009     | Kitt Peak            | Spacewatch           |
| 309937 | 2009 FB67              | 17 de març de 2009     | Kitt Peak            | Spacewatch           |
| 309938 | 2009 FC71              | 28 de març de 2009     | Mount Lemmon         | Mt. Lemmon Survey    |
| 309939 | 2009 FM72              | 18 de març de 2009     | Catalina             | CSS                  |
| 309940 | 2009 FN72              | 18 de març de 2009     | Kitt Peak            | Spacewatch           |
| 309941 | 2009 FG73              | 22 de març de 2009     | Mount Lemmon         | Mt. Lemmon Survey    |
| 309942 | 2009 FM73              | 24 de març de 2009     | Kitt Peak            | Spacewatch           |
| 309943 | 2009 FO73              | 24 de març de 2009     | Kitt Peak            | Spacewatch           |
| 309944 | 2009 FX74              | 24 de març de 2009     | Kitt Peak            | Spacewatch           |
| 309945 | 2009 FJ75              | 18 de març de 2009     | Catalina             | CSS                  |
| 309946 | 2009 FL76              | 27 de març de 2009     | Siding Spring        | Siding Spring Survey |
| 309947 | 2009 GD1               | 3 d'abril de 2009      | Cerro Burek          | Cerro Burek          |
| 309948 | 2009 GL2               | 14 de setembre de 2005 | Catalina             | CSS                  |
| 309949 | 2009 GD3               | 14 d'abril de 2009     | Taunus               | S. Karge, R. Kling   |
| 309950 | 2009 GQ5               | 1 d'abril de 2009      | Catalina             | CSS                  |
| 309951 | 2009 HV1               | 17 d'abril de 2009     | Catalina             | CSS                  |
| 309952 | 2009 HZ2               | 16 d'abril de 2009     | Catalina             | CSS                  |
| 309953 | 2009 HB5               | 17 d'abril de 2009     | Kitt Peak            | Spacewatch           |
| 309954 | 2009 HP5               | 17 d'abril de 2009     | Kitt Peak            | Spacewatch           |
| 309955 | 2009 HV5               | 17 d'abril de 2009     | Kitt Peak            | Spacewatch           |
| 309956 | 2009 HK9               | 17 d'abril de 2009     | Mount Lemmon         | Mt. Lemmon Survey    |
| 309957 | 2009 HF14              | 17 d'abril de 2009     | Catalina             | CSS                  |
| 309958 | 2009 HH14              | 17 d'abril de 2009     | Catalina             | CSS                  |
| 309959 | 2009 HJ22              | 17 d'abril de 2009     | Kitt Peak            | Spacewatch           |
| 309960 | 2009 HK23              | 17 d'abril de 2009     | Mount Lemmon         | Mt. Lemmon Survey    |
| 309961 | 2009 HB25              | 17 d'abril de 2009     | Kitt Peak            | Spacewatch           |
| 309962 | 2009 HO30              | 19 d'abril de 2009     | Kitt Peak            | Spacewatch           |
| 309963 | 2009 HV30              | 19 d'abril de 2009     | Kitt Peak            | Spacewatch           |
| 309964 | 2009 HH32              | 19 d'abril de 2009     | Kitt Peak            | Spacewatch           |
| 309965 | 2009 HK35              | 20 d'abril de 2009     | Kitt Peak            | Spacewatch           |
| 309966 | 2009 HN38              | 18 d'abril de 2009     | Kitt Peak            | Spacewatch           |
| 309967 | 2009 HZ39              | 19 d'abril de 2009     | Catalina             | CSS                  |
| 309968 | 2009 HW42              | 18 de març de 2009     | Kitt Peak            | Spacewatch           |
| 309969 | 2009 HF44              | 20 d'abril de 2009     | Kitt Peak            | Spacewatch           |
| 309970 | 2009 HR44              | 21 d'abril de 2009     | Socorro              | LINEAR               |
| 309971 | 2009 HW48              | 19 d'abril de 2009     | Kitt Peak            | Spacewatch           |
| 309972 | 2009 HH49              | 19 d'abril de 2009     | Kitt Peak            | Spacewatch           |
| 309973 | 2009 HO54              | 20 d'abril de 2009     | Kitt Peak            | Spacewatch           |
| 309974 | 2009 HY57              | 24 d'abril de 2009     | Mount Lemmon         | Mt. Lemmon Survey    |
| 309975 | 2009 HZ59              | 22 d'abril de 2009     | Mount Lemmon         | Mt. Lemmon Survey    |
| 309976 | 2009 HM60              | 21 d'abril de 2009     | Socorro              | LINEAR               |
| 309977 | 2009 HO61              | 17 de setembre de 2006 | Catalina             | CSS                  |
| 309978 | 2009 HG64              | 22 d'abril de 2009     | Mount Lemmon         | Mt. Lemmon Survey    |
| 309979 | 2009 HU71              | 24 d'abril de 2009     | Kitt Peak            | Spacewatch           |
| 309980 | 2009 HX71              | 24 d'abril de 2009     | Kitt Peak            | Spacewatch           |
| 309981 | 2009 HJ72              | 26 d'abril de 2009     | Catalina             | CSS                  |
| 309982 | 2009 HX73              | 19 d'abril de 2009     | Catalina             | CSS                  |
| 309983 | 2009 HB74              | 20 d'abril de 2009     | Catalina             | CSS                  |
| 309984 | 2009 HZ82              | 26 d'abril de 2009     | Catalina             | CSS                  |
| 309985 | 2009 HF83              | 27 d'abril de 2009     | Mount Lemmon         | Mt. Lemmon Survey    |
| 309986 | 2009 HP85              | 29 d'abril de 2009     | Kitt Peak            | Spacewatch           |
| 309987 | 2009 HQ85              | 29 d'abril de 2009     | Kitt Peak            | Spacewatch           |
| 309988 | 2009 HC87              | 30 d'abril de 2009     | Mount Lemmon         | Mt. Lemmon Survey    |
| 309989 | 2009 HB92              | 29 d'abril de 2009     | Kitt Peak            | Spacewatch           |
| 309990 | 2009 HC94              | 4 d'abril de 2003      | Kitt Peak            | Spacewatch           |
| 309991 | 2009 HW94              | 29 d'abril de 2009     | Cerro Burek          | Cerro Burek          |
| 309992 | 2009 HQ95              | 18 d'abril de 2009     | Kitt Peak            | Spacewatch           |
| 309993 | 2009 HY95              | 20 d'abril de 2009     | Kitt Peak            | Spacewatch           |
| 309994 | 2009 HV97              | 18 d'abril de 2009     | Kitt Peak            | Spacewatch           |
| 309995 | 2009 HD100             | 27 d'abril de 2009     | Kitt Peak            | Spacewatch           |
| 309996 | 2009 HF100             | 27 d'abril de 2009     | Mount Lemmon         | Mt. Lemmon Survey    |
| 309997 | 2009 HK101             | 29 d'abril de 2009     | Kitt Peak            | Spacewatch           |
| 309998 | 2009 HO101             | 18 d'abril de 2009     | Catalina             | CSS                  |
| 309999 | 2009 HO103             | 19 d'abril de 2009     | Kitt Peak            | Spacewatch           |
| 310000 | 2009 HD106             | 21 d'abril de 2009     | Kitt Peak            | Spacewatch           |